# Nati nel 1889
| Questa pagina contiene informazioni ricavate automaticamente dalle voci biografiche con l'ausilio del template Bio e di un bot. L'aggiornamento è periodico e automatico e ricostruisce completamente la pagina. Se manca una persona in questa lista, sei pregato di non aggiungerla, ma accertati piuttosto che la sua voce biografica contenga il template Bio e che i dati anagrafici siano correttamente compilati. Se il template Bio manca, inseriscilo tu stesso o, in alternativa, metti l'avviso {{tmp\|Bio}} che ne segnala la mancanza. Se i dati riportati sono sbagliati, correggi direttamente la voce biografica; le modifiche saranno visibili in questa lista entro pochi giorni. Per chiarimenti vedi il progetto biografie. La lista contiene solo le 1.353 persone che sono citate nell'enciclopedia e per le quali è stato implementato correttamente il template Bio. Pagina aggiornata al 18 ago 2025. |

## Gennaio(123)
- 1º gennaio - Dario Beni, ciclista su strada italiano († 1969)
- 1º gennaio - Benvenuto Bertoni, funzionario italiano († 1971)
- 1º gennaio - Wanda Capodaglio, attrice italiana († 1980)
- 1º gennaio - Vicente Merino Bielich, politico cileno († 1977)
- 1º gennaio - Romeo Oliva, ammiraglio italiano († 1975)
- 1º gennaio - Ottavio Pratesi, ciclista su strada italiano († 1977)
- 1º gennaio - Seabury Quinn, avvocato, giornalista e romanziere statunitense († 1969)
- 1º gennaio - Johann von Ravenstein, generale tedesco († 1962)
- 1º gennaio - Alexander Smallens, direttore d'orchestra e direttore artistico russo († 1972)
- 1º gennaio - Donato Tripiccione, generale italiano († 1943)
- 1º gennaio - Christian Zervos, storico dell'arte, saggista e editore greco († 1970)
- 1º gennaio - Virgil Šček, politico e presbitero sloveno († 1948)
- 2 gennaio - Roger Adams, chimico statunitense († 1971)
- 2 gennaio - Walter Baldwin, attore statunitense († 1977)
- 2 gennaio - Tommaso Brunelli, politico italiano
- 2 gennaio - Giacomo Ilario, religioso spagnolo († 1937)
- 2 gennaio - Aleksandr Aleksandrovič Kazakov, ufficiale e aviatore russo († 1919)
- 2 gennaio - Silvia Forti Lombroso, scrittrice e superstite dell'Olocausto italiana († 1979)
- 2 gennaio - Arrigo Muggiani, cestista, allenatore di pallacanestro e dirigente sportivo italiano († 1973)
- 3 gennaio - Crivel, cantante italiano († 1960)
- 3 gennaio - Robert M. Haas, scenografo statunitense († 1962)
- 4 gennaio - Mario Grampa, politico italiano († 1961)
- 4 gennaio - Maisie Ward, scrittrice e editrice inglese († 1975)
- 5 gennaio - Giuseppe Donati, giornalista e politico italiano († 1931)
- 5 gennaio - Fusatarō Teshima, generale giapponese († 1979)
- 5 gennaio - Carlos Tomás Wilson, calciatore argentino († 1952)
- 6 gennaio - Alfredo Ortelli, pittore e illustratore italiano († 1963)
- 6 gennaio - Noè Pajetta, avvocato, partigiano e politico italiano († 1966)
- 7 gennaio - Giuseppe Benelli, progettista e imprenditore italiano († 1957)
- 7 gennaio - Felice De Stefano, ingegnere navale e dirigibilista italiano († 1925)
- 7 gennaio - George Elliott, calciatore inglese († 1948)
- 7 gennaio - Arthur Hartley, ingegnere britannico († 1960)
- 7 gennaio - Philippe Henriot, politico francese († 1944)
- 7 gennaio - Hans Johner, scacchista e compositore di scacchi svizzero († 1975)
- 7 gennaio - Charles Mast, generale francese († 1977)
- 7 gennaio - George Samson, militare britannico († 1923)
- 8 gennaio - Henry Dafel, velocista sudafricano († 1947)
- 8 gennaio - Paul Hartmann, attore tedesco († 1977)
- 8 gennaio - Mikko Hyvärinen, ginnasta finlandese († 1973)
- 8 gennaio - Erhard Raus, generale austriaco († 1956)
- 9 gennaio - Francesco Fiore, poeta e cantautore italiano († 1954)
- 9 gennaio - Eileen Power, storica britannica († 1940)
- 10 gennaio - Rafael Bardem, attore spagnolo († 1972)
- 10 gennaio - Efrem Bartoletti, sindacalista e poeta italiano († 1961)
- 10 gennaio - Efrem Forni, cardinale italiano († 1976)
- 10 gennaio - Nazaria Ignacia March Mesa, religiosa spagnola († 1943)
- 10 gennaio - Paul Nettl, critico musicale e musicologo austro-ungarico († 1972)
- 10 gennaio - Andreas Rinkel, arcivescovo vetero-cattolico olandese († 1979)
- 11 gennaio - Calvin Bridges, biologo statunitense († 1938)
- 11 gennaio - Giovanni Mazzucato, imprenditore e dirigente sportivo italiano († 1968)
- 12 gennaio - Victor Denis, calciatore francese († 1972)
- 12 gennaio - Henri Sellier, calciatore francese († 1924)
- 13 gennaio - Cipriano Facchinetti, giornalista e politico italiano († 1952)
- 13 gennaio - Vasilij Grigor'evič Fesenkov, astrofisico sovietico († 1972)
- 13 gennaio - Antonio Franceschini, generale italiano († 1952)
- 13 gennaio - Lev Zacharovič Mechlis, politico e generale sovietico († 1953)
- 13 gennaio - Jenő Rittich, ginnasta ungherese († 1961)
- 14 gennaio - Andreas Asīmakopoulos, nuotatore e pallanuotista greco
- 14 gennaio - Vincenzo Davico, compositore italiano († 1969)
- 14 gennaio - Dino Giannotti, medico e scrittore italiano († 1957)
- 15 gennaio - Angelo Binaschi, calciatore italiano († 1973)
- 15 gennaio - Camillo Guerra, ingegnere e architetto italiano († 1960)
- 15 gennaio - Walter Serner, scrittore e saggista boemo († 1942)
- 15 gennaio - Mishka Ziganoff, musicista ucraino († 1967)
- 16 gennaio - Irène Bordoni, cantante e attrice francese († 1953)
- 16 gennaio - Friedrich Peter Drömmer, pittore e designer tedesco († 1968)
- 17 gennaio - Giuseppe Beltrami, cardinale, arcivescovo cattolico e diplomatico italiano († 1973)
- 17 gennaio - Ralph Fowler, fisico e astronomo britannico († 1944)
- 17 gennaio - Francesco Marrajeni, generale, calciatore e scrittore italiano († 1979)
- 17 gennaio - Leonella Nasi, artista, grafica e illustratrice italiana († 1975)
- 18 gennaio - Carmine Mancinelli, politico italiano († 1979)
- 19 gennaio - Jean Babelon, numismatico, storico e bibliotecario francese († 1978)
- 19 gennaio - Mickey Hamill, calciatore irlandese († 1943)
- 19 gennaio - Ted Hanney, calciatore e allenatore di calcio inglese († 1964)
- 19 gennaio - Sophie Taeuber-Arp, artista e pittrice svizzera († 1943)
- 20 gennaio - Mae Harrington, supercentenaria statunitense († 2002)
- 20 gennaio - Vladimir Markov, calciatore russo († 1942)
- 20 gennaio - Alberto Ohaco, calciatore argentino († 1950)
- 21 gennaio - Edith Bratt, britannica († 1971)
- 21 gennaio - Pitirim Aleksandrovič Sorokin, sociologo russo († 1968)
- 22 gennaio - Willi Baumeister, pittore e grafico tedesco († 1955)
- 22 gennaio - Neville Elliott-Cooper, militare britannico († 1918)
- 22 gennaio - Giovanni Micheletto, ciclista su strada italiano († 1958)
- 22 gennaio - Friedrich-Wilhelm Neumann, generale tedesco († 1975)
- 22 gennaio - Henri Pélissier, ciclista su strada francese († 1935)
- 22 gennaio - Antonio Todde, supercentenario italiano († 2002)
- 22 gennaio - Umberto Zanotti Bianco, archeologo, ambientalista e filantropo italiano († 1963)
- 23 gennaio - Christian Piek, tiratore di fune belga
- 23 gennaio - Alois Pompanin, presbitero italiano († 1966)
- 23 gennaio - Ernst Sommerlath, teologo tedesco († 1983)
- 23 gennaio - Carlo Alberto Viterbo, avvocato, giornalista e saggista italiano († 1974)
- 24 gennaio - Eugenio Duse, attore italiano († 1969)
- 24 gennaio - Hermann-Bernhard Ramcke, generale tedesco († 1968)
- 24 gennaio - Vladimir Vladimirovič Ščerbačëv, compositore sovietico († 1952)
- 25 gennaio - Giuseppe Cei, aviatore e ingegnere italiano († 1911)
- 25 gennaio - Alessandro Sardi, politico italiano († 1965)
- 25 gennaio - Zheng Zhengqiu, regista cinese († 1935)
- 26 gennaio - Maria Abriani, patriota italiana († 1966)
- 26 gennaio - Albert Auger, militare e aviatore francese († 1917)
- 26 gennaio - Guido Barbarisi, attore e regista italiano († 1960)
- 26 gennaio - Ceccarius, giornalista italiano († 1972)
- 26 gennaio - Robert Cloughen, velocista statunitense († 1930)
- 26 gennaio - Gallo Galli, filosofo italiano († 1974)
- 26 gennaio - Giacomo Roseo, calciatore, dirigente d'azienda e dirigente sportivo italiano († 1967)
- 26 gennaio - Jeanne de Salzmann, mistica svizzera († 1990)
- 27 gennaio - Imre János Bekey, allenatore di calcio e calciatore ungherese
- 27 gennaio - Sam Chedgzoy, calciatore e allenatore di calcio inglese († 1967)
- 27 gennaio - János Krizmanich, ginnasta ungherese († 1944)
- 27 gennaio - Balthasar van der Pol, fisico olandese († 1959)
- 28 gennaio - Ramón Iglesias i Navarri, vescovo cattolico spagnolo († 1972)
- 28 gennaio - Raffaele Perrottelli, militare italiano († 1915)
- 29 gennaio - Goldie Colwell, attrice statunitense († 1982)
- 29 gennaio - Oscar Engler, calciatore svizzero
- 29 gennaio - Jerzy Józef Henryk Potocki, nobile e diplomatico polacco († 1961)
- 30 gennaio - Antonio Caggiano, cardinale e arcivescovo cattolico argentino († 1979)
- 30 gennaio - Giuseppe Gabbin, militare e aviatore italiano († 1917)
- 30 gennaio - José Garibi y Rivera, cardinale e arcivescovo cattolico messicano († 1972)
- 30 gennaio - Virgilio Mantegazza, schermidore italiano († 1928)
- 31 gennaio - Quirino Armellini, generale italiano († 1975)
- 31 gennaio - Ella Cara Deloria, educatrice, antropologa e etnografa statunitense († 1971)
- 31 gennaio - Raimondo Franchetti, esploratore italiano († 1935)
- 31 gennaio - Francisco Javier Ochoa Ullate, vescovo cattolico spagnolo († 1976)
- 31 gennaio - Frederico Paredes, schermidore portoghese († 1972)

## Febbraio(116)
- 1º febbraio - Tony Cargnelli, allenatore di calcio e calciatore austriaco († 1974)
- 1º febbraio - Giovanni Cimara, attore italiano († 1970)
- 1º febbraio - Crisanto Luque Sánchez, cardinale e arcivescovo cattolico colombiano († 1959)
- 1º febbraio - Giovanni Tizzano, scultore italiano († 1975)
- 2 febbraio - Rajkumari Amrit Kaur, politica e attivista indiana († 1964)
- 2 febbraio - Jean de Lattre de Tassigny, generale francese († 1952)
- 2 febbraio - Dorothy Macardle, scrittrice, drammaturga e storica irlandese († 1958)
- 2 febbraio - Carlo Pisacane, attore italiano († 1974)
- 3 febbraio - Carl Theodor Dreyer, regista, sceneggiatore e montatore danese († 1968)
- 3 febbraio - James Mason, attore statunitense († 1959)
- 3 febbraio - Risto Ryti, economista e politico finlandese († 1956)
- 3 febbraio - Andreas Strand, ginnasta norvegese († 1958)
- 3 febbraio - Maria Giuseppina Valdettaro, religiosa italiana († 1984)
- 4 febbraio - Richard Boleslawski, regista e attore polacco († 1937)
- 4 febbraio - Felice Brunetti, medico, calciatore e arbitro di calcio italiano († 1967)
- 4 febbraio - Walter Catlett, attore statunitense († 1960)
- 4 febbraio - Enrico Lugli, generale italiano († 1967)
- 4 febbraio - Ugo Marfuggi, generale italiano († 1974)
- 4 febbraio - Kálmán Szury, calciatore ungherese († 1915)
- 4 febbraio - Alfredo Zazo, storico e politico italiano († 1987)
- 5 febbraio - Victor Adamina, calciatore svizzero († 1958)
- 5 febbraio - Maria Antonietta Avanzo, pilota automobilistica italiana († 1977)
- 5 febbraio - Nigel Barrie, attore britannico († 1971)
- 5 febbraio - Elise Hofmann, paleontologa austriaca († 1955)
- 5 febbraio - Konstantin Alekseevič Kalinin, ingegnere sovietico († 1940)
- 6 febbraio - Richard Bonelli, baritono statunitense († 1980)
- 6 febbraio - Herbert Hübner, attore tedesco († 1972)
- 6 febbraio - Elmo Lincoln, attore statunitense († 1952)
- 6 febbraio - Gaetano Tavoni, militare italiano († 1941)
- 7 febbraio - Otto Hartmann, militare e aviatore tedesco († 1917)
- 7 febbraio - Claudia Muzio, soprano italiano († 1936)
- 7 febbraio - Harry Nyquist, fisico svedese († 1976)
- 7 febbraio - Ferdinand Schaal, generale tedesco († 1962)
- 7 febbraio - Josef Thorak, scultore e artigiano austriaco († 1952)
- 8 febbraio - Sandro Baganzani, poeta, giornalista e insegnante italiano († 1950)
- 8 febbraio - Gino Grimaldi, pittore italiano († 1941)
- 8 febbraio - Siegfried Kracauer, saggista e filosofo tedesco († 1966)
- 9 febbraio - Boris Annenkov, militare russo († 1927)
- 9 febbraio - Alberto Gori, patriarca cattolico italiano († 1970)
- 9 febbraio - Giovanni Tanasco, politico e antifascista italiano († 1971)
- 9 febbraio - Aline Valangin, scrittrice, pianista e psicanalista svizzera († 1986)
- 9 febbraio - Tryggvi Þórhallsson, politico islandese († 1935)
- 10 febbraio - Ulick Alexander, ufficiale inglese († 1973)
- 11 febbraio - Rudolf Bauer, pittore tedesco († 1953)
- 11 febbraio - Carl Krebs, ginnasta danese († 1971)
- 11 febbraio - George Spahn, allevatore statunitense († 1974)
- 12 febbraio - Enrico Bompiani, matematico italiano († 1975)
- 12 febbraio - Johnny Coulon, pugile canadese († 1973)
- 12 febbraio - Costantino Crosa, militare italiano († 1918)
- 12 febbraio - Aarne Lindholm, atleta finlandese († 1972)
- 12 febbraio - Marjorie Newell Robb, statunitense († 1992)
- 13 febbraio - Robert A. Dillon, sceneggiatore e regista statunitense († 1944)
- 13 febbraio - Isabel Rea, attrice statunitense († 1961)
- 13 febbraio - Leontine Sagan, regista cinematografica tedesca († 1974)
- 13 febbraio - Georg Schrimpf, pittore tedesco († 1938)
- 14 febbraio - Bartolomeo Costantini, pilota automobilistico e aviatore italiano († 1941)
- 14 febbraio - Domenico Tripepi, avvocato e politico italiano († 1962)
- 15 febbraio - Giuseppe Bellocchio, generale e partigiano italiano († 1966)
- 15 febbraio - George Arthur Smith, calciatore, allenatore di calcio e militare inglese († 1917)
- 16 febbraio - Domenico Albergo, politico italiano († 1971)
- 16 febbraio - Archibald Walter Buckle, militare britannico († 1927)
- 16 febbraio - Hans Cürlis, regista e produttore cinematografico tedesco († 1982)
- 16 febbraio - Pavel Efimovič Dybenko, rivoluzionario, politico e generale sovietico († 1938)
- 16 febbraio - Antonio Era, giurista italiano († 1961)
- 16 febbraio - Georg von Grimpe, zoologo tedesco († 1936)
- 16 febbraio - Mario Riccoboni, velocista italiano († 1968)
- 18 febbraio - Gerhard Marcks, scultore tedesco († 1981)
- 18 febbraio - Aloysius Joseph Muench, cardinale e arcivescovo cattolico statunitense († 1962)
- 18 febbraio - Kurt Bertram von Döring, generale e aviatore tedesco († 1960)
- 19 febbraio - René Allendy, psicoanalista e medico francese († 1942)
- 19 febbraio - Raffaele Guariglia, nobile, diplomatico e politico italiano († 1970)
- 19 febbraio - Lanfranco Maroi, statistico italiano († 1974)
- 19 febbraio - Ernest Marsden, fisico neozelandese († 1970)
- 20 febbraio - Hulusi Behçet, dermatologo turco († 1948)
- 20 febbraio - Vigilio De Grassi, architetto e urbanista italiano († 1967)
- 20 febbraio - Laureano Gómez Castro, politico colombiano († 1965)
- 20 febbraio - Karl Schrenk, calciatore austriaco († 1969)
- 21 febbraio - Americo Albonico, calciatore argentino
- 21 febbraio - Felix Aylmer, attore britannico († 1979)
- 21 febbraio - Walter Fischer, calciatore tedesco († 1959)
- 21 febbraio - Ormi Hawley, attrice statunitense († 1942)
- 21 febbraio - Victor Nysted, calciatore norvegese († 1949)
- 21 febbraio - Italo Tavolato, scrittore italiano († 1963)
- 21 febbraio - Otto Wallburg, attore tedesco († 1944)
- 21 febbraio - Giovanni Dellepiane, arcivescovo cattolico italiano († 1961)
- 22 febbraio - Olave Baden-Powell, educatrice inglese († 1977)
- 22 febbraio - Robin George Collingwood, filosofo, storico e archeologo britannico († 1943)
- 22 febbraio - Joseph Egger, attore austriaco († 1966)
- 22 febbraio - Wojciech Rubinowicz, fisico polacco († 1974)
- 23 febbraio - Cándido Aguilar, politico e generale messicano († 1960)
- 23 febbraio - Cyril Delevanti, attore britannico († 1975)
- 23 febbraio - Victor Fleming, regista, direttore della fotografia e produttore cinematografico statunitense († 1949)
- 23 febbraio - János Garay, schermidore ungherese († 1945)
- 23 febbraio - Musidora, attrice, regista e produttrice cinematografica francese († 1957)
- 23 febbraio - Ivan Pavlovič Tovstucha, rivoluzionario e politico sovietico († 1935)
- 24 febbraio - Suzanne Bianchetti, attrice francese († 1936)
- 24 febbraio - Paolo De Michelis, politico italiano († 1961)
- 24 febbraio - Aleksej Denisovič Dikij, attore teatrale russo († 1956)
- 24 febbraio - Hermann Keimel, grafico e pittore tedesco († 1948)
- 24 febbraio - Albin Stenroos, maratoneta e mezzofondista finlandese († 1971)
- 25 febbraio - Gordon Dobson, fisico britannico († 1976)
- 25 febbraio - Pierre Failliot, velocista, multiplista e rugbista a 15 francese († 1935)
- 25 febbraio - Antonio Savoldi, imprenditore e editore italiano († 1977)
- 26 febbraio - Galeno Ceccarelli, chirurgo italiano († 1970)
- 26 febbraio - Ernst Rokosch, calciatore tedesco († 1914)
- 26 febbraio - Anton Wegscheider, calciatore austriaco († 1916)
- 27 febbraio - Mercedes Aicardi, cantante lirica italiana
- 27 febbraio - Nino Donati, imprenditore e dirigente d'azienda italiano († 1965)
- 27 febbraio - Dionigi Marquet, politico italiano
- 27 febbraio - Francesco Rolando, militare italiano († 1917)
- 28 febbraio - Johnny Condon, pugile britannico († 1919)
- 28 febbraio - Suzanne Le Bret, attrice francese († 1928)
- 28 febbraio - Edmondo Mazzuoli, militare italiano († 1915)
- 28 febbraio - Giuseppe Olivieri, ciclista su strada e pistard italiano († 1973)
- 28 febbraio - Aurelio Padovani, militare, sindacalista e politico italiano († 1926)
- 28 febbraio - John Todd Zimmer, ornitologo statunitense († 1957)

## Marzo(106)
- 1º marzo - Wilibald Gurlitt, musicologo tedesco († 1963)
- 1º marzo - Kanoko Okamoto, scrittrice e poetessa giapponese († 1939)
- 1º marzo - Einar Vaage, attore norvegese († 1973)
- 2 marzo - Karl Mörke, sollevatore tedesco († 1946)
- 2 marzo - Carlo Socrate, pittore e scenografo italiano († 1967)
- 3 marzo - Alfred Gruenther, generale statunitense († 1983)
- 3 marzo - Émile Henriot, scrittore e critico letterario francese († 1961)
- 3 marzo - Margot Moe, pattinatrice artistica su ghiaccio norvegese († 1988)
- 3 marzo - Georges Roes, tiratore a volo francese († 1945)
- 3 marzo - Angelo Tonini, lunghista, altista e calciatore italiano († 1974)
- 4 marzo - Riccardo Ajmone Marsan, calciatore e imprenditore italiano († 1958)
- 4 marzo - Werner von Gilsa, generale e ginnasta tedesco († 1945)
- 4 marzo - Oren E. Long, politico statunitense († 1965)
- 4 marzo - Pearl White, attrice e cantante statunitense († 1938)
- 5 marzo - Bruno Bonfioli, alpinista, patriota e ingegnere italiano († 1985)
- 5 marzo - Ludovic-Oscar Frossard, politico francese († 1946)
- 5 marzo - Maria Lehel, pittrice ungherese († 1972)
- 5 marzo - Gigi Pisano, paroliere, comico e attore italiano († 1973)
- 6 marzo - Nazzareno Allegra, allenatore di calcio e calciatore italiano († 1974)
- 6 marzo - Arnold Fanck, regista, sceneggiatore e produttore cinematografico tedesco († 1974)
- 6 marzo - Alexandre Fayollat, mezzofondista francese († 1957)
- 6 marzo - Ferrante Vincenzo Gonzaga, militare italiano († 1943)
- 6 marzo - Ulrich Grauert, generale tedesco († 1941)
- 6 marzo - Hamza Hakimzade Niyazi, poeta uzbeko († 1929)
- 7 marzo - Godfrey DeCourcelles Chevalier, militare e aviatore statunitense († 1922)
- 7 marzo - Ivar Lykke, calciatore danese († 1955)
- 7 marzo - Ioan Mihail Racoviță, generale e politico rumeno († 1954)
- 7 marzo - Arturo Torriano, generale italiano († 1950)
- 7 marzo - Ben Ames Williams, romanziere statunitense († 1953)
- 8 marzo - Emanuele Guttadauro, militare italiano († 1938)
- 8 marzo - Vittorio Locchi, scrittore e militare italiano († 1917)
- 8 marzo - Alessandro Scarioni, allenatore di calcio e calciatore italiano († 1966)
- 9 marzo - Grigorij Jakovlevič Levenfiš, scacchista sovietico († 1961)
- 9 marzo - Siegfried Marck, filosofo e politico tedesco († 1957)
- 10 marzo - Renato Gardini, lottatore italiano († 1940)
- 10 marzo - Alessio Issupoff, pittore russo († 1957)
- 10 marzo - Edwin Morris, generale britannico († 1970)
- 10 marzo - Søren Thorborg, ginnasta danese († 1978)
- 10 marzo - Léopold Zborowski, scrittore, poeta e mercante d'arte polacco († 1932)
- 11 marzo - Charles Bennett, attore neozelandese († 1943)
- 11 marzo - Paul Jaray, designer austriaco († 1974)
- 11 marzo - Earl Metcalfe, attore e regista statunitense († 1928)
- 12 marzo - Idris di Libia, re libico († 1983)
- 13 marzo - Margaret Church, micologa statunitense († 1976)
- 14 marzo - Konstantin Bagration-Mukhrani, principe georgiano († 1915)
- 14 marzo - Arturo Capdevila, scrittore e poeta argentino († 1967)
- 14 marzo - Oscar Chisini, matematico italiano († 1967)
- 14 marzo - Kemp Malone, storico e filologo statunitense († 1971)
- 15 marzo - Hiroaki Abe, ammiraglio giapponese († 1949)
- 16 marzo - Friedrich Fehér, attore, regista e sceneggiatore austriaco († 1950)
- 16 marzo - Elsie Janis, cantante, attrice e compositrice statunitense († 1956)
- 16 marzo - Luigi Manenti, pianista, compositore e docente italiano († 1980)
- 16 marzo - Paolo Puntoni, generale italiano († 1967)
- 16 marzo - Harry Revier, regista, sceneggiatore e produttore cinematografico statunitense († 1957)
- 16 marzo - Hans Riso, calciatore tedesco
- 16 marzo - Sebastian Tromp, presbitero, teologo e latinista olandese († 1975)
- 16 marzo - Reggie Walker, velocista sudafricano († 1951)
- 16 marzo - George Walsh, attore statunitense († 1981)
- 17 marzo - Harry Clarke, pittore e illustratore irlandese († 1931)
- 17 marzo - Charles Montagne, calciatore francese († 1940)
- 17 marzo - Giorgio Morigi, militare italiano († 1972)
- 18 marzo - Alejandro Bustillo, architetto, pittore e scultore argentino († 1982)
- 18 marzo - Jacques Mangers, vescovo cattolico lussemburghese († 1972)
- 20 marzo - Lionel Greenstreet, esploratore, marinaio e militare britannico († 1979)
- 20 marzo - Aleksandr Vertinskij, cantante, poeta e attore russo († 1957)
- 20 marzo - Valdemaro di Prussia, principe († 1945)
- 21 marzo - Giuseppe Capograssi, giurista e filosofo italiano († 1956)
- 21 marzo - Bernard Freyberg, generale e politico britannico († 1963)
- 21 marzo - Emilio Murdolo, pittore italiano († 1965)
- 21 marzo - W. S. Van Dyke, regista, sceneggiatore e produttore cinematografico statunitense († 1943)
- 22 marzo - Edgard Leite, pallanuotista brasiliano († 1974)
- 22 marzo - Arthur Ewart Popham, storico dell'arte inglese († 1970)
- 23 marzo - Yukichi Chuganji, supercentenario giapponese († 2003)
- 23 marzo - Ottavio Corgini, politico e economista italiano († 1968)
- 23 marzo - Mario Gallina, attore e doppiatore italiano († 1950)
- 24 marzo - Alberto Bazzoni, scultore italiano († 1973)
- 24 marzo - Alexia Bryn, pattinatrice artistica su ghiaccio norvegese († 1983)
- 24 marzo - Arturo Chiappe, calciatore argentino († 1952)
- 24 marzo - Joseph N. Ermolieff, produttore cinematografico russo († 1962)
- 24 marzo - Stephen Goosson, scenografo statunitense († 1973)
- 24 marzo - Albert Hill, mezzofondista britannico († 1969)
- 24 marzo - Gustav Unfried, calciatore tedesco († 1917)
- 25 marzo - Luigia Tincani, religiosa, pedagogista e filosofa italiana († 1976)
- 26 marzo - Pietro Aschieri, ingegnere e architetto italiano († 1952)
- 26 marzo - Imre Erdődy, ginnasta ungherese († 1973)
- 27 marzo - Francesco Antonio Arena, generale italiano († 1945)
- 27 marzo - Gavril Buciușcan, politico moldavo († 1937)
- 27 marzo - Kurt Herzog, generale tedesco († 1948)
- 27 marzo - Yakup Kadri Karaosmanoğlu, scrittore, giornalista e diplomatico turco († 1974)
- 27 marzo - Leonard Mociulschi, generale rumeno († 1979)
- 28 marzo - Lola Braccini, attrice e doppiatrice italiana († 1969)
- 28 marzo - Carl Folcker, ginnasta svedese († 1911)
- 28 marzo - Fernanda Negri Pouget, attrice italiana († 1955)
- 28 marzo - Federico Ravagli, scrittore e giornalista italiano († 1968)
- 29 marzo - Warner Baxter, attore e cantante statunitense († 1951)
- 29 marzo - Howard Lindsay, drammaturgo, attore e sceneggiatore statunitense († 1968)
- 29 marzo - Pantaleone Rapino, militare italiano († 1918)
- 30 marzo - Herman Bing, attore tedesco († 1947)
- 30 marzo - Jack Mew, calciatore inglese († 1963)
- 30 marzo - Taavi Tamminen, lottatore finlandese († 1967)
- 30 marzo - Ottorino Vannini, giurista italiano († 1953)
- 31 marzo - Erich Albrecht, calciatore tedesco († 1942)
- 31 marzo - Harry L. Fraser, regista statunitense († 1974)
- 31 marzo - Stanley Garton, canottiere britannico († 1948)
- 31 marzo - Ernest Henley, velocista britannico († 1962)
- 31 marzo - Adolf Jäger, calciatore tedesco († 1944)

## Aprile(103)
- 1º aprile - Augusto Bandini, attore italiano
- 1º aprile - Christian Thomas Elvey, astronomo e geofisico statunitense († 1970)
- 1º aprile - Hermann Felsner, calciatore e allenatore di calcio austriaco († 1977)
- 1º aprile - Keshav Baliram Hedgewar, medico e attivista indiano († 1940)
- 1º aprile - Melkiorre Melis, artista italiano († 1982)
- 1º aprile - Hector Schnitzer, calciatore e militare italiano († 1918)
- 1º aprile - Erardo Trentinaglia, compositore italiano († 1950)
- 2 aprile - Muhammad Jalaluddin Khan, principe indiano († 1936)
- 2 aprile - Paolo Palmisano, avvocato e politico italiano († 1966)
- 3 aprile - Italo Bargagna, politico italiano († 1970)
- 3 aprile - Grigoras Dinicu, violinista e compositore rumeno († 1949)
- 3 aprile - Robert Faas, calciatore tedesco († 1966)
- 3 aprile - Georgij Nikolaevič Frederiks, geologo russo († 1938)
- 3 aprile - Raffaello Giolli, critico d'arte e giornalista italiano († 1945)
- 3 aprile - Lidija Nikolaevna Sejfullina, scrittrice sovietica († 1954)
- 4 aprile - Hans-Jürgen von Arnim, generale tedesco († 1962)
- 5 aprile - Vicente Iranzo Enguita, politico spagnolo († 1961)
- 5 aprile - Otto Fehlmann, calciatore svizzero († 1977)
- 5 aprile - Umberto Fracchia, scrittore italiano († 1930)
- 5 aprile - Mestre Pastinha, artista marziale brasiliano († 1981)
- 5 aprile - Curt Siewert, generale tedesco († 1983)
- 5 aprile - Harold e Dorothy Smith, attore britannico († 1975)
- 6 aprile - Guglielmo Guastaveglia, fumettista, giornalista e scrittore italiano († 1984)
- 6 aprile - Ferdinand Rochet, calciatore francese († 1929)
- 6 aprile - Nate Watt, regista statunitense († 1968)
- 7 aprile - Gabriela Mistral, poetessa e educatrice cilena († 1957)
- 8 aprile - Adrian Boult, direttore d'orchestra inglese († 1983)
- 8 aprile - Emil Frey, compositore e pianista svizzero († 1946)
- 8 aprile - Tomoshige Samejima, ammiraglio giapponese († 1966)
- 8 aprile - Blanche Stuart Scott, aviatrice, scrittrice e attrice statunitense († 1970)
- 8 aprile - Alberto da Zara, ammiraglio italiano († 1951)
- 9 aprile - Guido Cantini, commediografo e scrittore italiano († 1945)
- 9 aprile - Johnny Kilbane, pugile statunitense († 1957)
- 9 aprile - Silvio Quadrelli, sollevatore italiano († 1970)
- 10 aprile - Eino Forsström, ginnasta finlandese († 1961)
- 11 aprile - Nick La Rocca, musicista, compositore e arrangiatore statunitense († 1961)
- 12 aprile - Harold Barker, canottiere britannico († 1937)
- 12 aprile - Giuseppe Di Vagno, politico italiano († 1921)
- 12 aprile - Pierre-Étienne Flandin, politico francese († 1958)
- 12 aprile - Arthur Power, ammiraglio britannico († 1960)
- 13 aprile - Jan den Boer, pallanuotista olandese († 1944)
- 13 aprile - Herbert Yardley, crittologo statunitense († 1958)
- 14 aprile - Efim Bogoljubov, scacchista ucraino († 1952)
- 14 aprile - Oscar Schiele, nuotatore tedesco († 1950)
- 14 aprile - James Stephenson, attore britannico († 1941)
- 14 aprile - Arnold J. Toynbee, storico inglese († 1975)
- 15 aprile - Thomas Hart Benton, pittore statunitense († 1975)
- 15 aprile - Jozua François Naudé, politico sudafricano († 1969)
- 15 aprile - Asa Philip Randolph, sindacalista e attivista statunitense († 1979)
- 15 aprile - Marthe Richard, agente segreta e politica francese († 1982)
- 15 aprile - Galka Scheyer, pittrice tedesca († 1945)
- 16 aprile - Albertina Baldi, cantante lirica italiana († 1964)
- 16 aprile - Ina Battistella, infermiera e militare italiana († 1928)
- 16 aprile - Charlie Chaplin, attore, comico e regista britannico († 1977)
- 16 aprile - Alfred Reade Godwin-Austen, generale britannico († 1963)
- 16 aprile - Bjarne Gulbrandsen, dirigente sportivo e calciatore norvegese († 1966)
- 17 aprile - Marcel Boussac, imprenditore francese († 1980)
- 17 aprile - George Marshall Parker, generale statunitense († 1968)
- 18 aprile - Zdeněk Chalabala, direttore d'orchestra ceco († 1962)
- 18 aprile - Fred Malatesta, attore statunitense († 1952)
- 18 aprile - Luigi Spazzapan, pittore italiano († 1958)
- 19 aprile - Luis Jiménez de Asúa, giurista, diplomatico e politico spagnolo († 1970)
- 19 aprile - William Stephenson, esploratore britannico († 1953)
- 19 aprile - Otto Georg Thierack, politico tedesco († 1946)
- 20 aprile - Erik di Svezia, principe svedese († 1918)
- 20 aprile - Edoardo Firpo, poeta italiano († 1957)
- 20 aprile - Marie-Antoinette de Geuser, mistica francese († 1918)
- 20 aprile - Adolf Hitler, politico austriaco († 1945)
- 20 aprile - Emilia Nobile, filosofa e bibliotecaria italiana († 1963)
- 21 aprile - Page Belcher, politico e avvocato statunitense († 1980)
- 21 aprile - Piero Calamandrei, politico, giurista e avvocato italiano († 1956)
- 21 aprile - Ettore Del Tetto, generale italiano († 1945)
- 21 aprile - Paul Karrer, chimico svizzero († 1971)
- 21 aprile - Manuel Prado Ugarteche, politico e banchiere peruviano († 1967)
- 22 aprile - Richard Glücks, generale e poliziotto tedesco († 1945)
- 22 aprile - Ludwig Renn, scrittore tedesco († 1979)
- 23 aprile - Ivan Bersenev, attore russo († 1951)
- 23 aprile - Karel Doorman, ammiraglio e militare olandese († 1942)
- 23 aprile - Angelo Parona, ammiraglio italiano († 1977)
- 24 aprile - Pompeo Agrifoglio, militare e agente segreto italiano († 1948)
- 24 aprile - Stafford Cripps, politico inglese († 1952)
- 24 aprile - Angelo Iachino, ammiraglio italiano († 1976)
- 25 aprile - Paul Deman, ciclista su strada belga († 1961)
- 25 aprile - Richard York, calciatore inglese († 1969)
- 26 aprile - Camillo Barany Hindard, militare italiano († 1936)
- 26 aprile - Michele Giua, chimico e politico italiano († 1966)
- 26 aprile - Nolan Leary, attore e sceneggiatore statunitense († 1987)
- 26 aprile - Anita Loos, scrittrice e sceneggiatrice statunitense († 1981)
- 26 aprile - Jules Tyck, militare e aviatore belga († 1924)
- 26 aprile - Ludwig Wittgenstein, filosofo e logico austriaco († 1951)
- 26 aprile - James Wordie, geologo e esploratore scozzese († 1962)
- 27 aprile - Yvonne Astruc, violinista e insegnante francese († 1980)
- 27 aprile - Arnulf Øverland, scrittore e poeta norvegese († 1968)
- 27 aprile - Robert du Parc, pittore e scultore italiano († 1979)
- 28 aprile - Carlo Anti, archeologo italiano († 1961)
- 28 aprile - Wilhelm Berlin, generale tedesco († 1987)
- 28 aprile - Charles-Gustave Kuhn, cavaliere svizzero († 1952)
- 28 aprile - Takeo Kurita, ammiraglio giapponese († 1977)
- 28 aprile - António de Oliveira Salazar, politico e economista portoghese († 1970)
- 28 aprile - Bryant Washburn, attore e produttore cinematografico statunitense († 1963)
- 29 aprile - Giacomo Carboni, generale italiano († 1973)
- 29 aprile - Jan van der Sluis, calciatore olandese († 1952)
- 30 aprile - Fritz Pfeffer, odontoiatra tedesco († 1944)

## Maggio(103)
- 1º maggio - Armando Maugini, agronomo italiano († 1975)
- 2 maggio - Leone Gessi, pubblicista e critico letterario italiano († 1967)
- 2 maggio - Ridolfo Mazzucconi, giornalista e scrittore italiano († 1959)
- 3 maggio - Beulah Bondi, attrice statunitense († 1981)
- 3 maggio - Antonius Colenbrander, cavaliere olandese († 1929)
- 3 maggio - Gottfried Fuchs, calciatore tedesco († 1982)
- 3 maggio - Friedrich von Scotti, generale tedesco († 1969)
- 4 maggio - Giuseppe Notarianni, politico e avvocato italiano († 1959)
- 4 maggio - Francis Joseph Spellman, cardinale e arcivescovo cattolico statunitense († 1967)
- 4 maggio - Wang Jingwei, politico cinese († 1944)
- 5 maggio - Paolo De Barbieri, liutaio italiano († 1962)
- 5 maggio - Paulette Duval, attrice e ballerina francese († 1951)
- 5 maggio - René Gâteaux, matematico francese († 1914)
- 5 maggio - Jack Pierce, truccatore e attore statunitense († 1968)
- 6 maggio - Stanley Morison, tipografo britannico († 1967)
- 6 maggio - Ljubov' Sergeevna Popova, pittrice e scenografa russa († 1924)
- 7 maggio - Mario Moretti, calciatore italiano
- 7 maggio - Mario Roveda, generale, partigiano e politico italiano († 1958)
- 7 maggio - Paolo Trinchera, regista e produttore cinematografico italiano († 1948)
- 8 maggio - Arthur Cumming, pattinatore artistico su ghiaccio britannico († 1914)
- 8 maggio - James Tinling, regista statunitense († 1967)
- 8 maggio - Louis Van Hege, calciatore belga († 1975)
- 9 maggio - Giuseppe Cancelliere, scacchista italiano († 1959)
- 9 maggio - Zhang Qun, politico e generale cinese († 1990)
- 10 maggio - Sigfrid Henrici, generale tedesco († 1964)
- 10 maggio - Viktor Löwenfelt, calciatore e allenatore di calcio austriaco
- 10 maggio - Armando Reverón, pittore venezuelano († 1954)
- 10 maggio - Estelle Roberts, britannica († 1970)
- 10 maggio - Arus Voskanian, attrice ottomana († 1943)
- 10 maggio - Clare West, costumista statunitense († 1980)
- 11 maggio - Paul Nash, pittore britannico († 1946)
- 11 maggio - Felix Tekusch, calciatore austriaco († 1916)
- 11 maggio - Václav Titl, calciatore boemo († 1923)
- 12 maggio - Otto Frank, dirigente d'azienda tedesco († 1980)
- 12 maggio - Abelardo Luján Rodríguez, politico e militare messicano († 1967)
- 12 maggio - Ion Manolescu-Strunga, politico rumeno († 1951)
- 12 maggio - Calogero Marrone, funzionario e antifascista italiano († 1945)
- 12 maggio - Günther Meinhold, generale tedesco († 1979)
- 12 maggio - Bob Millar, allenatore di calcio e calciatore scozzese († 1967)
- 13 maggio - Teodósio Clemente de Gouveia, cardinale e arcivescovo cattolico portoghese († 1962)
- 13 maggio - Rosa Menni, pittrice e giornalista italiana († 1975)
- 13 maggio - Innocente Salvini, pittore italiano († 1979)
- 13 maggio - Earl Schenck, attore statunitense († 1962)
- 13 maggio - Gottfrid Svensson, lottatore svedese († 1956)
- 15 maggio - Adolf Florensa i Ferrer, architetto spagnolo († 1968)
- 15 maggio - Mitoyo Kawate, supercentenaria giapponese († 2003)
- 15 maggio - Graziella Pareto, soprano spagnolo († 1973)
- 15 maggio - Pierre Van De Velde, ciclista su strada e pistard belga († 1977)
- 15 maggio - Harry Wills, pugile statunitense († 1958)
- 17 maggio - Dorothy Gibson, attrice, modella e cantante statunitense († 1946)
- 17 maggio - Marcel Moyse, flautista francese († 1984)
- 17 maggio - Alfonso Reyes, scrittore, poeta e diplomatico messicano († 1959)
- 17 maggio - Billy Riley, wrestler britannico († 1977)
- 18 maggio - Gunnar Gunnarsson, scrittore islandese († 1975)
- 18 maggio - Frank Lentini, showman e circense italiano († 1966)
- 18 maggio - Jacob Levi Moreno, psichiatra rumeno († 1974)
- 18 maggio - Thomas Midgley, ingegnere, chimico e inventore statunitense († 1944)
- 18 maggio - Ressel Orla, attrice austriaca († 1931)
- 19 maggio - Paul Due, calciatore norvegese († 1972)
- 19 maggio - Henry Richardson, arciere statunitense († 1963)
- 19 maggio - Carey Wilson, doppiatore, sceneggiatore e produttore cinematografico statunitense († 1962)
- 20 maggio - Felix Arndt, compositore e pianista statunitense († 1918)
- 20 maggio - Karin Molander, attrice e attrice teatrale svedese († 1978)
- 21 maggio - Arthur Hohl, attore statunitense († 1964)
- 21 maggio - Mario Massetti, avvocato, atleta e militare italiano († 1915)
- 21 maggio - Leopoldo Mountbatten, principe britannico († 1922)
- 22 maggio - Armando Melis de Villa, architetto e urbanista italiano († 1961)
- 22 maggio - Edi Ott, calciatore svizzero
- 23 maggio - Ferruccio Baruffi, pittore italiano († 1958)
- 23 maggio - Virginia True Boardman, attrice statunitense († 1971)
- 23 maggio - Eb van der Kluft, calciatore olandese († 1970)
- 23 maggio - Boo Kullberg, ginnasta svedese († 1962)
- 23 maggio - Giovanni Manca, disegnatore, scenografo e fumettista italiano († 1984)
- 23 maggio - Ernst Niekisch, politico e scrittore tedesco († 1967)
- 24 maggio - Francisco Blanco Nájera, vescovo cattolico spagnolo († 1952)
- 24 maggio - Théophile Marie Brébant, militare francese († 1965)
- 25 maggio - Saverio di Borbone-Parma, militare spagnolo († 1977)
- 25 maggio - Léon Bourjade, militare e aviatore francese († 1924)
- 25 maggio - Ottavio Cabiati, architetto e urbanista italiano († 1956)
- 25 maggio - Jan van Dort, calciatore olandese († 1967)
- 25 maggio - Günther Lütjens, ammiraglio tedesco († 1941)
- 25 maggio - Oscar Rennebohm, politico e farmacista statunitense († 1968)
- 25 maggio - Igor Sikorsky, ingegnere, pioniere dell'aviazione e imprenditore russo († 1972)
- 26 maggio - Luigi Salsi, ingegnere, dirigente sportivo e editore italiano († 1933)
- 27 maggio - Erick-Oskar Hansen, generale tedesco († 1967)
- 27 maggio - Umberto Tupini, avvocato e politico italiano († 1973)
- 27 maggio - Issei Yamamoto, astronomo giapponese († 1959)
- 27 maggio - Marie-Agnès de Gaulle, partigiana francese († 1982)
- 28 maggio - Violet Elliot-Murray-Kynynmound, nobildonna inglese († 1965)
- 28 maggio - Panfilo Gentile, giornalista, scrittore e politico italiano († 1971)
- 28 maggio - Dolf van der Nagel, calciatore olandese († 1949)
- 28 maggio - José Padilla Sánchez, compositore spagnolo († 1960)
- 28 maggio - Richard Réti, scacchista cecoslovacco († 1929)
- 28 maggio - Cesare Sofianopulo, pittore e letterato italiano († 1968)
- 29 maggio - Ebba Holm, pittrice e incisore danese († 1967)
- 29 maggio - Marlow Moss, pittrice e scultrice britannica († 1958)
- 30 maggio - Iginio Ugo Faralli, diplomatico italiano († 1965)
- 30 maggio - Ezio Roscitano, scultore italiano († 1940)
- 31 maggio - Charles Gordon Bell, aviatore britannico († 1918)
- 31 maggio - Giulio Farina, egittologo, archeologo e sociologo italiano († 1947)
- 31 maggio - Achille Meneghini, militare italiano († 1941)
- 31 maggio - Woldemar Mobitz, cardiologo tedesco († 1951)
- 31 maggio - Harry Oppenheim, calciatore e allenatore di calcio austriaco († 1942)

## Giugno(68)
- 1º giugno - Jens Kirkegaard, ginnasta danese († 1966)
- 1º giugno - Charles Kay Ogden, scrittore e linguista inglese († 1957)
- 1º giugno - Sigrid Onégin, contralto tedesco († 1943)
- 2 giugno - Ernesto Cabruna, carabiniere italiano († 1960)
- 2 giugno - Erik Jan Hanussen, illusionista austriaco († 1933)
- 2 giugno - Martha Wentworth, attrice e doppiatrice statunitense († 1974)
- 3 giugno - Georg Gerstäcker, lottatore tedesco († 1949)
- 3 giugno - Jack Okey, direttore artistico e scenografo statunitense († 1963)
- 4 giugno - Beno Gutenberg, fisico e sismologo tedesco († 1960)
- 5 giugno - Tina Lerner, pianista russa († 1947)
- 5 giugno - Pietro Morando, pittore italiano († 1980)
- 5 giugno - Helene Thimig, attrice austriaca († 1974)
- 6 giugno - Emil Ernst, astronomo tedesco († 1942)
- 7 giugno - Gerardo Bortoletti, calciatore e arbitro di calcio italiano († 1959)
- 7 giugno - Frank Duff, irlandese († 1980)
- 7 giugno - Sally Mayer, medico tedesco († 1944)
- 8 giugno - Léon Buysse, ciclista su strada e pistard belga († 1951)
- 8 giugno - Matteo Palmieri, militare italiano († 1965)
- 11 giugno - Fabrizio Colamussi, letterato e poeta italiano († 1955)
- 11 giugno - Otto Deßloch, generale tedesco († 1977)
- 11 giugno - Francesco Geraci, partigiano e politico italiano († 1967)
- 11 giugno - Charles C. Hartmann, architetto statunitense († 1977)
- 11 giugno - Wesley Ruggles, regista statunitense († 1972)
- 11 giugno - Hugo Wieslander, multiplista svedese († 1976)
- 12 giugno - Julius Skutnabb, pattinatore di velocità su ghiaccio finlandese († 1965)
- 13 giugno - Germaine Acremant, scrittrice francese († 1986)
- 13 giugno - Amadeo Bordiga, politico, giornalista e rivoluzionario italiano († 1970)
- 13 giugno - Győző Halmos, ginnasta ungherese († 1945)
- 13 giugno - Teresa Lodi, bibliotecaria italiana († 1971)
- 13 giugno - Adolphe Pégoud, pioniere dell'aviazione francese († 1915)
- 14 giugno - Eric Mervyn Lindsay, astronomo britannico († 1974)
- 14 giugno - Knut Emil Lundmark, astronomo svedese († 1958)
- 14 giugno - Mario Salmi, storico dell'arte e critico d'arte italiano († 1980)
- 14 giugno - Friedrich Stahl, generale tedesco († 1979)
- 15 giugno - Francis Cuggy, calciatore e allenatore di calcio inglese († 1965)
- 15 giugno - Luigi Gagnotto, generale e aviatore italiano († 1958)
- 15 giugno - Ivan Sharpe, calciatore inglese († 1968)
- 15 giugno - Hans-Jürgen Stumpff, generale tedesco († 1968)
- 15 giugno - Mario Tadini Buoninsegni, politico italiano († 1974)
- 16 giugno - Giuseppe Lanza Branciforte, nobile, diplomatico e politico italiano († 1927)
- 17 giugno - Gino Cecchieri, politico e avvocato italiano († 1968)
- 18 giugno - Carlo Guzzi, progettista e imprenditore italiano († 1964)
- 18 giugno - Elisabeth Sanxay Holding, scrittrice statunitense († 1955)
- 18 giugno - Camilla Ravera, politica italiana († 1988)
- 19 giugno - Enrico Celio, avvocato, politico e giornalista svizzero († 1980)
- 20 giugno - Edward Neville Syfret, ammiraglio britannico († 1972)
- 21 giugno - Ralph Block, produttore cinematografico e sceneggiatore statunitense († 1974)
- 21 giugno - Ralph Craig, velocista statunitense († 1972)
- 21 giugno - Ray Myers, attore e regista statunitense († 1956)
- 22 giugno - Umberto di Savoia-Aosta, militare e nobile italiano († 1918)
- 22 giugno - Ossian Skiöld, martellista svedese († 1961)
- 22 giugno - Alfredo Viviani, calciatore, dirigente sportivo e scrittore italiano († 1937)
- 23 giugno - Anna Andreevna Achmatova, poetessa russa († 1966)
- 23 giugno - Ivan Grbec, compositore e etnomusicologo italiano († 1966)
- 23 giugno - Rofū Miki, poeta e saggista giapponese († 1964)
- 24 giugno - Johannes Lohs, militare tedesco († 1918)
- 24 giugno - Conrad A. Nervig, montatore statunitense († 1980)
- 25 giugno - Milutin Borisavljević, architetto serbo († 1969)
- 25 giugno - Joe Smith, allenatore di calcio e calciatore inglese († 1971)
- 25 giugno - Florence Tempest, attrice e ballerina statunitense
- 26 giugno - Antonio De Tomaso, politico argentino († 1933)
- 26 giugno - Ernesto Eula, giurista e magistrato italiano († 1981)
- 26 giugno - Paolo Greco, giurista italiano († 1974)
- 27 giugno - Alberto Alpago-Novello, architetto, urbanista e storico dell'architettura italiano († 1985)
- 27 giugno - Moroni Olsen, attore statunitense († 1954)
- 27 giugno - Louis Tessier, calciatore francese († 1969)
- 28 giugno - Gabriele Foschiatti, militare, partigiano e antifascista italiano († 1944)
- 28 giugno - Abbas el-Aqqad, scrittore egiziano († 1964)

## Luglio(96)
- 1º luglio - Vera Ignat'evna Muchina, scultrice e pittrice sovietica († 1953)
- 2 luglio - Åke Claesson, attore svedese († 1967)
- 2 luglio - Mario De Leone, poeta e politico italiano († 1936)
- 2 luglio - Mario Toccabelli, arcivescovo cattolico italiano († 1961)
- 3 luglio - Richard Cramer, attore statunitense († 1960)
- 4 luglio - Joseph Ruttenberg, direttore della fotografia russo († 1983)
- 5 luglio - Maria Rita Brondi, chitarrista, liutista e cantante italiana († 1941)
- 5 luglio - Ralph Broome, bobbista britannico († 1985)
- 5 luglio - Jean Cocteau, poeta, saggista e drammaturgo francese († 1963)
- 5 luglio - Giulio Donadio, attore e regista italiano († 1951)
- 5 luglio - Edouard Leys, missionario e vescovo cattolico belga († 1945)
- 5 luglio - Dialma Ruggiero, militare italiano († 1936)
- 6 luglio - Clementina Arderiu, poetessa spagnola († 1976)
- 6 luglio - Magdeleine Marx-Paz, scrittrice, giornalista e politica francese († 1973)
- 6 luglio - Lavinia Mazzucchetti, germanista, critica letteraria e traduttrice italiana († 1965)
- 6 luglio - Louis Mottiat, ciclista su strada belga († 1972)
- 6 luglio - G.B. Samuelson, regista, sceneggiatore e produttore cinematografico inglese († 1947)
- 7 luglio - Yvonne De Fleuriel, cantante e attrice italiana († 1963)
- 7 luglio - Shirō Kawase, ammiraglio giapponese († 1946)
- 7 luglio - Francesco Roberti, cardinale e arcivescovo cattolico italiano († 1977)
- 8 luglio - Alajos Bruckner, nuotatore ungherese († 1946)
- 8 luglio - Hans-Gustav Felber, generale tedesco († 1962)
- 8 luglio - Lambert Hillyer, regista e sceneggiatore statunitense († 1969)
- 8 luglio - Eugene Pallette, attore statunitense († 1954)
- 8 luglio - Guido Spadolini, pittore italiano († 1944)
- 9 luglio - James Chapin, ornitologo statunitense († 1964)
- 9 luglio - Jean Dabin, giurista belga († 1971)
- 9 luglio - Jan Kok, calciatore olandese († 1958)
- 10 luglio - Robert Barrat, attore statunitense († 1970)
- 10 luglio - Vera Schwarz, soprano croato († 1964)
- 10 luglio - Noble Sissle, compositore, paroliere e cantante statunitense († 1975)
- 11 luglio - Alfred E. Green, regista e attore statunitense († 1960)
- 11 luglio - Amleto Palermi, regista italiano († 1941)
- 12 luglio - Georg Albertsen, ginnasta danese († 1961)
- 12 luglio - Johannes Eriksen, lottatore danese († 1963)
- 12 luglio - Marty Friedman, cestista e allenatore di pallacanestro statunitense († 1986)
- 13 luglio - Stan Coveleski, giocatore di baseball statunitense († 1984)
- 13 luglio - Fernando Gelich, generale italiano († 1950)
- 13 luglio - Wallace Johnson, tennista statunitense († 1971)
- 13 luglio - Sergej Klyčkov, poeta, romanziere e traduttore russo († 1937)
- 13 luglio - Luisa Mountbatten, regina britannica († 1965)
- 13 luglio - Vasilij Ulrich, giurista sovietico († 1951)
- 14 luglio - Hermann Hurni, calciatore e imprenditore svizzero († 1965)
- 14 luglio - Ante Pavelić, politico croato († 1959)
- 14 luglio - Lyda Salmonova, attrice ceca († 1968)
- 14 luglio - Annie Speirs, nuotatrice britannica († 1926)
- 15 luglio - Fidelio Finzi, direttore di coro e compositore italiano († 1966)
- 15 luglio - Romolo Lastrucci, generale italiano († 1976)
- 15 luglio - Marjorie Rambeau, attrice statunitense († 1970)
- 16 luglio - Francesco Calauti, politico italiano († 1966)
- 16 luglio - Augusto Hermet, scrittore, musicologo e saggista italiano († 1954)
- 16 luglio - Salesio Schiavi, politico italiano († 1982)
- 16 luglio - Larry Semon, attore, regista e produttore cinematografico statunitense († 1928)
- 16 luglio - Emmanuel Sougez, fotografo francese († 1972)
- 17 luglio - Erle Stanley Gardner, scrittore statunitense († 1970)
- 18 luglio - Severijan Baranyk, religioso ucraino († 1941)
- 18 luglio - József Nyírő, scrittore ungherese († 1953)
- 18 luglio - Alba Rosa Viëtor, violinista, pianista e compositrice italiana († 1979)
- 18 luglio - Eduard Weiter, militare tedesco († 1945)
- 19 luglio - Naoum Blinder, violinista e insegnante statunitense († 1965)
- 19 luglio - Eugène Gilbert, aviatore francese († 1918)
- 19 luglio - Johannes Isbrücker, ingegnere e esperantista olandese († 1967)
- 20 luglio - Manlio Legat, astista, lunghista e multiplista italiano († 1915)
- 20 luglio - Erich Pommer, produttore cinematografico tedesco († 1966)
- 20 luglio - Ciro Terranova, mafioso italiano († 1938)
- 21 luglio - Steuart Wilson, tenore e manager inglese († 1966)
- 22 luglio - Luigi Barnabò, arbitro di calcio italiano († 1960)
- 22 luglio - Georges Bonnet, politico francese († 1973)
- 22 luglio - Cesare Colombo, militare italiano († 1916)
- 22 luglio - Morris Fishbein, medico e editore statunitense († 1976)
- 22 luglio - Wassili Luckhardt, architetto tedesco († 1972)
- 22 luglio - James Whale, regista britannico († 1957)
- 23 luglio - Hjalmar Andersson, mezzofondista svedese († 1971)
- 23 luglio - Gino Benigni, architetto italiano († 1948)
- 23 luglio - Louis Ségura, ginnasta francese († 1963)
- 23 luglio - Pietro Zangheri, naturalista e scrittore italiano († 1983)
- 24 luglio - Ādolfs Bļodnieks, politico lettone († 1962)
- 24 luglio - Murray Kinnell, attore britannico († 1954)
- 24 luglio - Agnes Meyer Driscoll, crittografa statunitense († 1971)
- 25 luglio - Nikolaj Pavlovič Anciferov, storico e etnologo sovietico († 1958)
- 25 luglio - Giangiacomo Borghese, pioniere dell'aviazione e politico italiano († 1954)
- 25 luglio - Francesco di San Lorenzo, presbitero spagnolo († 1936)
- 25 luglio - David Hofstein, poeta russo († 1952)
- 26 luglio - Ernesto Borel, calciatore italiano († 1951)
- 26 luglio - Godwin Brumowski, aviatore austro-ungarico († 1936)
- 26 luglio - Giulio Andrea Marchesini, compositore e militare italiano († 1963)
- 26 luglio - Eugene Van Antwerp, politico statunitense († 1962)
- 27 luglio - Sophus Jensen, pallanuotista statunitense († 1945)
- 27 luglio - Vera Karalli, ballerina russa († 1972)
- 29 luglio - Lajos Asztalos, scacchista ungherese († 1956)
- 29 luglio - Alessandro Chiavolini, giornalista, scrittore e politico italiano († 1958)
- 29 luglio - Ubaldo Oppi, pittore italiano († 1942)
- 29 luglio - Ernst Reuter, politico tedesco († 1953)
- 30 luglio - Vladimir Koz'mič Zvorykin, ingegnere russo († 1982)
- 31 luglio - Júlíana Sveinsdóttir, artista islandese († 1966)
- 31 luglio - Frans Masereel, pittore e illustratore belga († 1972)

## Agosto(103)
- 1º agosto - Walther Gerlach, fisico tedesco († 1979)
- 2 agosto - Leslie Boardman, nuotatore australiano († 1975)
- 3 agosto - Dardano Fenulli, generale e partigiano italiano († 1944)
- 3 agosto - Herbert Heyes, attore statunitense († 1958)
- 4 agosto - Ludwig Anschütz, chimico tedesco († 1954)
- 4 agosto - Paul Graetz, attore tedesco († 1937)
- 4 agosto - William Keighley, attore e regista statunitense († 1984)
- 4 agosto - Giovanni Parodi, politico, sindacalista e operaio italiano († 1962)
- 5 agosto - Conrad Aiken, scrittore e poeta statunitense († 1973)
- 5 agosto - Rhys Carpenter, archeologo statunitense († 1980)
- 6 agosto - Marcel Besson, ingegnere francese († 1937)
- 6 agosto - George Kenney, generale statunitense († 1977)
- 6 agosto - John Middleton Murry, scrittore, giornalista e critico letterario inglese († 1957)
- 6 agosto - Arthur Schabinger, allenatore di pallacanestro, allenatore di football americano e dirigente sportivo statunitense († 1972)
- 7 agosto - Carlo Cocchi, calciatore italiano († 1951)
- 7 agosto - Georges Thierry d'Argenlieu, ammiraglio, diplomatico e religioso francese († 1964)
- 8 agosto - Oronzo Massari, politico e avvocato italiano († 1967)
- 8 agosto - Joseph V. McKee, politico e insegnante statunitense († 1956)
- 8 agosto - Benjamin Solari Parravicini, pittore, gallerista e astrologo argentino († 1974)
- 8 agosto - Ottavio Steffenini, pittore italiano († 1971)
- 9 agosto - May Clark, attrice inglese († 1984)
- 9 agosto - Nicolas Eekman, pittore olandese († 1973)
- 9 agosto - Amos Luchetti Gentiloni, architetto italiano († 1969)
- 9 agosto - Hans Walter, canottiere svizzero († 1967)
- 10 agosto - Cecil Armstrong Gibbs, compositore inglese († 1960)
- 10 agosto - Zofia Kossak Szczucka, scrittrice e attivista polacca († 1968)
- 10 agosto - Claude Rains, attore e docente britannico († 1967)
- 10 agosto - Norman Scott, ammiraglio statunitense († 1942)
- 10 agosto - Irene Steer, nuotatrice britannica († 1977)
- 11 agosto - William R. D. Fairbairn, medico e psicoanalista britannico († 1964)
- 11 agosto - Arturo Martini, scultore, pittore e incisore italiano († 1947)
- 11 agosto - Orazio Pedrazzi, giornalista, scrittore e politico italiano († 1962)
- 12 agosto - Alberto Asquini, giurista e politico italiano († 1972)
- 12 agosto - Sid Jordan, attore statunitense († 1970)
- 12 agosto - Eddie Kane, attore statunitense († 1969)
- 12 agosto - Luis Miguel Sánchez Cerro, politico e generale peruviano († 1933)
- 13 agosto - Géo André, velocista, rugbista a 15 e giornalista francese († 1943)
- 13 agosto - Umberto Balestreri, alpinista e magistrato italiano († 1933)
- 13 agosto - Arvid E. Gillstrom, regista, sceneggiatore e produttore cinematografico svedese († 1935)
- 13 agosto - Bertil Malmberg, poeta e traduttore svedese († 1958)
- 13 agosto - Christopher R.W. Nevinson, pittore, incisore e litografo britannico († 1946)
- 13 agosto - James Lee Peters, ornitologo statunitense († 1952)
- 14 agosto - Sidney Godley, militare britannico († 1957)
- 14 agosto - Willi Münzenberg, politico tedesco († 1940)
- 14 agosto - Otto Tief, politico e avvocato estone († 1976)
- 14 agosto - Charles Yuill, politico canadese († 1972)
- 15 agosto - Antonino Catarella, vescovo cattolico italiano († 1972)
- 15 agosto - Philip Fleming, canottiere britannico († 1971)
- 15 agosto - Nino Sozzani, generale italiano († 1977)
- 16 agosto - Joaquín Amaro, generale, politico e editore messicano († 1952)
- 16 agosto - Delfino Cinelli, scrittore e traduttore italiano († 1942)
- 17 agosto - Lalla Carlsen, attrice norvegese († 1967)
- 17 agosto - Bortolo Galletto, politico italiano († 1959)
- 17 agosto - Niranjan Pal, regista e sceneggiatore indiano († 1959)
- 17 agosto - Edmond Privat, scrittore, giornalista e esperantista svizzero († 1962)
- 18 agosto - Boris Kapitanovič Aleksandrov, ingegnere sovietico († 1973)
- 18 agosto - Paul Huldschinsky, architetto e scenografo tedesco († 1947)
- 18 agosto - Adolfo Omodeo, storico e politico italiano († 1946)
- 18 agosto - Achille Starace, generale, politico e dirigente sportivo italiano († 1945)
- 19 agosto - Tito Agosti, generale italiano († 1946)
- 19 agosto - Jean Degouve, calciatore francese
- 19 agosto - Dave Peyton, cantautore, pianista e arrangiatore statunitense († 1955)
- 19 agosto - Arthur Waley, traduttore e orientalista britannico († 1966)
- 20 agosto - Cora Coralina, poetessa e scrittrice brasiliana († 1985)
- 21 agosto - Gaetano Barbareschi, sindacalista e politico italiano († 1963)
- 21 agosto - Theodor Breher, vescovo cattolico e missionario tedesco († 1950)
- 21 agosto - Henry Lewis, insegnante e linguista britannico († 1968)
- 21 agosto - Silvino Maffiotti, calciatore italiano († 1961)
- 21 agosto - Richard O'Connor, generale britannico († 1981)
- 21 agosto - Forrest Stanley, attore e sceneggiatore statunitense († 1969)
- 22 agosto - Raymond Barton, generale statunitense († 1963)
- 22 agosto - Renato Kehl, medico e scrittore brasiliano († 1978)
- 22 agosto - Giovanni Sassi, calciatore italiano († 1942)
- 23 agosto - Nils Ahnlund, storico svedese († 1957)
- 23 agosto - Hans Beyer, ginnasta norvegese († 1965)
- 23 agosto - George Canning, tiratore di fune britannico († 1955)
- 23 agosto - Alfred Lichtenstein, scrittore tedesco († 1914)
- 23 agosto - Herman Meyboom, pallanuotista belga
- 24 agosto - Emilio Brenta, ammiraglio italiano († 1978)
- 24 agosto - Rudolf Klapka, calciatore cecoslovacco († 1951)
- 24 agosto - George Passmore, giocatore di lacrosse statunitense († 1952)
- 24 agosto - Johan Jasper Abraham van Staveren, ammiraglio olandese († 1942)
- 25 agosto - Waldo Frank, scrittore statunitense († 1967)
- 25 agosto - Erich Petersen, generale tedesco († 1963)
- 25 agosto - Remy Prìncipe, violinista italiano († 1977)
- 26 agosto - Paolo Fabbri, partigiano, sindacalista e antifascista italiano († 1945)
- 26 agosto - Juan Federico Ponce Vaides, politico guatemalteco († 1956)
- 27 agosto - Gesumino Mastino, politico italiano († 1964)
- 27 agosto - Robert Ross, regista statunitense († 1943)
- 28 agosto - Guglielmo Braconcini, attore, regista e produttore cinematografico italiano († 1940)
- 28 agosto - Caberto Conelli, pilota automobilistico e aviatore italiano († 1974)
- 28 agosto - Publio Morbiducci, scultore, medaglista e pittore italiano († 1963)
- 28 agosto - Marianna Saltini, religiosa italiana († 1957)
- 29 agosto - Alfredo Maria Obviar y Aranda, vescovo cattolico filippino († 1978)
- 29 agosto - Emil Reichl, calciatore austriaco († 1963)
- 30 agosto - Mile Budak, politico e scrittore croato († 1945)
- 30 agosto - Edwin J. Burke, sceneggiatore e commediografo statunitense († 1944)
- 30 agosto - Ettore Franceschini, politico italiano († 1960)
- 30 agosto - Bodil Ipsen, attrice e regista danese († 1964)
- 30 agosto - Edoardo Malusardi, politico e sindacalista italiano († 1978)
- 31 agosto - Giuseppe Chiostergi, politico italiano († 1961)
- 31 agosto - Giulio Giannelli, storico e numismatico italiano († 1980)
- 31 agosto - Ramona Trinidad Iglesias-Jordan, supercentenaria portoricana († 2004)

## Settembre(106)
- 1º settembre - Glenn Anders, attore statunitense († 1981)
- 1º settembre - Ol'ha Basarab, attivista e politica ucraina († 1924)
- 2 settembre - Ludwig Kübler, generale tedesco († 1947)
- 2 settembre - Aimé Lepercq, politico, partigiano e militare francese († 1944)
- 2 settembre - George H. Plympton, sceneggiatore statunitense († 1972)
- 3 settembre - José María Belauste, calciatore spagnolo († 1964)
- 3 settembre - Isak Samokovlija, scrittore bosniaco († 1955)
- 4 settembre - Corrado Archibugi, violinista e compositore italiano († 1969)
- 6 settembre - George Hively, montatore e sceneggiatore statunitense († 1950)
- 6 settembre - Spartaco Lavagnini, sindacalista, politico e giornalista italiano († 1921)
- 6 settembre - Louis Silvers, compositore statunitense († 1954)
- 7 settembre - Bruno Angoletta, illustratore e fumettista italiano († 1954)
- 7 settembre - Bruce Frederick Cummings, biologo e scrittore inglese († 1919)
- 7 settembre - Antonio De Berti, politico italiano († 1952)
- 7 settembre - Albert Plesman, pioniere dell'aviazione e imprenditore olandese († 1953)
- 7 settembre - Eugenio Prati, scultore e pittore italiano († 1979)
- 7 settembre - Clemente Serventi, tennista, calciatore e dirigente sportivo italiano († 1974)
- 7 settembre - Louis Würsten, calciatore svizzero († 1958)
- 8 settembre - Robert Taft, politico e avvocato statunitense († 1953)
- 8 settembre - Abd al-Rahman ibn Nasir al-Sa'di, religioso saudita († 1956)
- 9 settembre - Desdemona Balistrieri, attrice italiana († 1976)
- 9 settembre - Arduino Garelli, generale italiano († 1953)
- 9 settembre - Paolo Ricca Salerno, economista italiano († 1951)
- 9 settembre - Marguerite Snow, attrice statunitense († 1958)
- 10 settembre - François Amiot, teologo francese († 1971)
- 10 settembre - Ivar Böhling, lottatore finlandese († 1929)
- 10 settembre - Jerome Frank, giurista e filosofo statunitense († 1957)
- 11 settembre - Helmuth Theodor Bossert, archeologo e storico dell'arte tedesco († 1961)
- 11 settembre - Attilio Mozzi, pittore italiano († 1977)
- 11 settembre - Carlo Pellegrini, critico letterario e filologo italiano († 1985)
- 11 settembre - Pierre Reverdy, poeta e aforista francese († 1960)
- 12 settembre - Antonio Cavalli, politico e militare italiano († 1965)
- 12 settembre - Joseph Ferdinand Gould, scrittore statunitense († 1957)
- 12 settembre - Ugo Pasquale Mifsud, politico maltese († 1942)
- 12 settembre - Takuma Nishimura, generale giapponese († 1951)
- 13 settembre - Masao Maruyama, generale giapponese († 1957)
- 13 settembre - Erich Massini, calciatore tedesco († 1915)
- 13 settembre - Scott Pembroke, regista, attore e sceneggiatore statunitense († 1951)
- 13 settembre - Suzanne Perrottet, ballerina e pedagoga svizzera († 1983)
- 14 settembre - Johannes Hessen, presbitero, filosofo e teologo tedesco († 1971)
- 14 settembre - María Capovilla, supercentenaria ecuadoriana († 2006)
- 14 settembre - Jean-Louis Martin, drammaturgo francese
- 14 settembre - Anton Olsen, calciatore danese († 1972)
- 15 settembre - Robert Benchley, giornalista, attore e sceneggiatore statunitense († 1945)
- 15 settembre - Claude McKay, scrittore e poeta giamaicano († 1948)
- 15 settembre - John Sörenson, ginnasta svedese († 1976)
- 16 settembre - Luigi Bailo, ciclista su strada italiano († 1972)
- 16 settembre - Mercédès Jellinek, austriaca († 1929)
- 16 settembre - Eugenio Miozzi, ingegnere italiano († 1979)
- 17 settembre - Simeone Cattalinich, canottiere italiano († 1977)
- 17 settembre - Henri Lentulo, odontoiatra e militare italiano († 1981)
- 17 settembre - Theodor Scherer, generale tedesco († 1951)
- 17 settembre - Domenico Valinotti, pittore e scenografo italiano († 1962)
- 18 settembre - Doris Blackburn, politica, attivista e pacifista australiana († 1970)
- 18 settembre - Leslie Morshead, generale australiano († 1959)
- 19 settembre - Ruperto Banterle, scultore italiano († 1968)
- 19 settembre - Ernest Truex, attore statunitense († 1973)
- 20 settembre - Angelo De Santis, storico e bibliotecario italiano († 1981)
- 20 settembre - Ettore Laiolo, militare italiano († 1917)
- 20 settembre - Rudolf Pfeiffer, filologo classico e grecista tedesco († 1979)
- 20 settembre - Charles Reidpath, velocista statunitense († 1975)
- 21 settembre - Carlo Capra, calciatore e allenatore di calcio italiano († 1966)
- 21 settembre - Frank Murphy, astista statunitense († 1980)
- 21 settembre - Pietro Ossola, vescovo cattolico italiano († 1954)
- 21 settembre - Sandro Ruffini, attore e doppiatore italiano († 1954)
- 21 settembre - Albino Volpi, militare italiano († 1939)
- 21 settembre - Edoardo Weiss, psichiatra e psicoanalista italiano († 1970)
- 23 settembre - Stuart N. Lake, scrittore statunitense († 1964)
- 23 settembre - Walter Lippmann, giornalista e politologo statunitense († 1974)
- 24 settembre - Adriana Costamagna, attrice italiana († 1958)
- 24 settembre - Simon Kimbangu, religioso della Repubblica Democratica del Congo († 1951)
- 24 settembre - Paul Kugler, calciatore tedesco († 1962)
- 24 settembre - Billy Lacey, calciatore irlandese († 1969)
- 24 settembre - Eberhard von Mackensen, generale tedesco († 1969)
- 24 settembre - Raimondo Scintu, militare italiano († 1968)
- 24 settembre - Francesco Serantini, scrittore italiano († 1978)
- 25 settembre - Bartolomeo Aymo, ciclista su strada italiano († 1970)
- 25 settembre - Ennio Cavina, politico italiano
- 25 settembre - George Douglas Howard Cole, economista, politologo e storico britannico († 1959)
- 25 settembre - William Godfrey, cardinale e arcivescovo cattolico britannico († 1963)
- 25 settembre - Oscar Gustafsson, calciatore svedese († 1953)
- 25 settembre - Helena Kagan, medico israeliano († 1978)
- 25 settembre - Jalmari Kivenheimo, ginnasta finlandese († 1994)
- 25 settembre - Charles Kenneth Scott Moncrieff, scrittore e traduttore britannico († 1930)
- 26 settembre - Baba Sali, rabbino e religioso marocchino († 1984)
- 26 settembre - Heinrich Bielohlavek, calciatore austriaco († 1943)
- 26 settembre - Gerhard Bersu, archeologo tedesco († 1964)
- 26 settembre - Martin Heidegger, filosofo tedesco († 1976)
- 26 settembre - Ivan Mozžuchin, attore e regista russo († 1939)
- 26 settembre - Dino Philipson, avvocato, imprenditore e politico italiano († 1972)
- 27 settembre - Luigi Gherzi, generale italiano († 1943)
- 27 settembre - Gaetano Reina, mafioso italiano († 1930)
- 27 settembre - Leo Hale Taylor, missionario e arcivescovo cattolico statunitense († 1965)
- 28 settembre - Gaetano Baccari, avvocato e politico italiano
- 28 settembre - Raffaele Baratta, arcivescovo cattolico italiano († 1973)
- 28 settembre - Hans Behrendt, sceneggiatore, attore e regista tedesco († 1942)
- 28 settembre - Maurice Dease, militare britannico († 1914)
- 28 settembre - Bernard Premsela, sessuologo olandese († 1944)
- 28 settembre - Vilho Väisälä, meteorologo, fisico e esperantista finlandese († 1969)
- 29 settembre - Edmund Bieri, calciatore svizzero († 1972)
- 29 settembre - Harry Bannister, attore statunitense († 1961)
- 29 settembre - Matilde Hidalgo, medico, poetessa e attivista ecuadoriana († 1974)
- 29 settembre - Felice Trizio, militare italiano († 1940)
- 30 settembre - Nino Cesarini, modello italiano († 1943)
- 30 settembre - Archibald Christie, militare e imprenditore britannico († 1962)
- 30 settembre - Gaston Ramon, biologo e veterinario francese († 1963)

## Ottobre(117)
- 1º ottobre - Minta Durfee, attrice statunitense († 1975)
- 1º ottobre - Gino Girolimoni, fotografo italiano († 1961)
- 1º ottobre - Manlio Stiavelli, militare e ingegnere italiano († 1958)
- 2 ottobre - Maximilian de Angelis, generale austriaco († 1974)
- 2 ottobre - Stefano La Colla, paleografo, esperantista e linguista italiano († 1966)
- 2 ottobre - Gustaw Orlicz-Dreszer, generale polacco († 1936)
- 3 ottobre - Vittorio Bonadè Bottino, architetto italiano († 1979)
- 3 ottobre - Alan Dinehart, attore statunitense († 1944)
- 3 ottobre - Giuseppe Ghione, militare italiano († 1941)
- 3 ottobre - Sven Olsson, calciatore svedese († 1919)
- 3 ottobre - Carl von Ossietzky, giornalista tedesco († 1938)
- 4 ottobre - Jack Kelly, canottiere e imprenditore statunitense († 1960)
- 4 ottobre - Diego Venini, arcivescovo cattolico italiano († 1981)
- 5 ottobre - Albert Bollmann, calciatore tedesco († 1959)
- 5 ottobre - Felice Borda, arbitro di calcio italiano († 1921)
- 5 ottobre - Dirk Coster, fisico e chimico olandese († 1950)
- 5 ottobre - David Walsh, arbitro di pallacanestro statunitense († 1975)
- 6 ottobre - Angelo Corsi, avvocato e politico italiano († 1966)
- 6 ottobre - Maria Dąbrowska, scrittrice polacca († 1965)
- 6 ottobre - Harry Stamper, calciatore inglese († 1939)
- 7 ottobre - Carlos Víctor Aramayo, imprenditore boliviano († 1981)
- 7 ottobre - Heinrich Eduard Jacob, giornalista, scrittore e drammaturgo tedesco († 1967)
- 7 ottobre - Radivoje Janković, generale jugoslavo († 1949)
- 7 ottobre - Robert Z. Leonard, regista, attore e produttore cinematografico statunitense († 1968)
- 7 ottobre - Enrico Molè, politico, giornalista e avvocato italiano († 1963)
- 7 ottobre - Max Rée, scenografo e costumista danese († 1953)
- 7 ottobre - Hans Tropsch, chimico ceco († 1935)
- 9 ottobre - Guido Picelli, politico, antifascista e militare italiano († 1937)
- 9 ottobre - Guido Trentini, pittore italiano († 1975)
- 10 ottobre - Antonio Baldini, giornalista, critico letterario e scrittore italiano († 1962)
- 10 ottobre - Arthur Housman, attore statunitense († 1942)
- 10 ottobre - Pietro Lana, calciatore italiano († 1950)
- 10 ottobre - Giffard Le Quesne Martel, militare britannico († 1958)
- 10 ottobre - Han van Meegeren, pittore e falsario olandese († 1947)
- 10 ottobre - Pietro del Montenegro, montenegrino († 1932)
- 11 ottobre - Hjalmart Andersen, ginnasta danese († 1974)
- 11 ottobre - Lucien Lelong, stilista francese († 1958)
- 11 ottobre - Imre Schlosser, calciatore e allenatore di calcio ungherese († 1959)
- 12 ottobre - Giovanni Biamonti, musicologo italiano († 1970)
- 12 ottobre - Christopher Dawson, storico e scrittore britannico († 1970)
- 12 ottobre - Dietrich von Hildebrand, teologo e filosofo tedesco († 1977)
- 12 ottobre - Alma Karlin, scrittrice e giornalista slovena († 1950)
- 12 ottobre - Joseph Laniel, politico francese († 1975)
- 12 ottobre - Troy Middleton, generale statunitense († 1976)
- 12 ottobre - Victor Potel, attore statunitense († 1947)
- 12 ottobre - Erich Przywara, teologo e filosofo tedesco († 1972)
- 12 ottobre - Gustav Renker, scrittore svizzero († 1967)
- 13 ottobre - Pádraig de Brún, matematico e scrittore irlandese († 1960)
- 13 ottobre - Ewald Daub, direttore della fotografia tedesco († 1946)
- 13 ottobre - Douglass Dumbrille, attore canadese († 1974)
- 13 ottobre - Walter J. Turner, scrittore australiano († 1946)
- 14 ottobre - Max Hoelz, politico tedesco († 1933)
- 14 ottobre - Spencer Williams, compositore, pianista e cantante statunitense († 1965)
- 15 ottobre - Margaret Sheridan, soprano irlandese († 1958)
- 15 ottobre - Bernhard Karlgren, linguista, filologo e sinologo svedese († 1978)
- 15 ottobre - Cecil Thomas Madigan, geologo e esploratore australiano († 1947)
- 15 ottobre - Philipp Müller-Gebhard, generale tedesco († 1970)
- 15 ottobre - Leopold Neubauer, calciatore austriaco († 1960)
- 16 ottobre - George Barbier, pittore e illustratore francese († 1932)
- 16 ottobre - Louis Moreau, schermidore francese († 1981)
- 16 ottobre - Paul Stevens, bobbista statunitense († 1949)
- 17 ottobre - Fred Church, attore statunitense († 1983)
- 17 ottobre - Phyllis Gordon, attrice statunitense († 1964)
- 17 ottobre - Alisa Georgievna Koonen, attrice teatrale russa († 1974)
- 17 ottobre - Mikha'il Nu'ayma, scrittore e poeta libanese († 1988)
- 17 ottobre - Pierre Weiss, generale, aviatore e scrittore francese († 1970)
- 18 ottobre - Carl Bertilsson, ginnasta svedese († 1968)
- 18 ottobre - Fannie Hurst, scrittrice e sceneggiatrice statunitense († 1968)
- 19 ottobre - Bert Coleman, calciatore inglese († 1958)
- 19 ottobre - Erwin Rauch, generale tedesco († 1969)
- 19 ottobre - Enrico Somaré, critico d'arte, gallerista e poeta italiano († 1953)
- 19 ottobre - Alessandro Terracini, matematico italiano († 1968)
- 19 ottobre - Adelaide di Schleswig-Holstein-Sonderburg-Glücksburg, principessa († 1964)
- 20 ottobre - Frank Godwin, illustratore e fumettista statunitense († 1959)
- 20 ottobre - Jomo Kenyatta, politico keniota († 1978)
- 20 ottobre - Luo Yixiu, cinese († 1910)
- 21 ottobre - Albert Kruschel, ciclista su strada statunitense († 1959)
- 21 ottobre - Lino Carrel, compositore italiano († 1976)
- 22 ottobre - John L. Balderston, commediografo e scrittore statunitense († 1954)
- 22 ottobre - Arnaud Dornon, ammiraglio francese († 1977)
- 22 ottobre - Leone Morandini, stuccatore italiano († 1971)
- 23 ottobre - Filandro De Collibus, avvocato e politico italiano († 1975)
- 23 ottobre - Avshalom Feinberg, agente segreto ottomano († 1917)
- 23 ottobre - Frieda Fromm-Reichmann, psichiatra tedesca († 1957)
- 23 ottobre - Lorenzo Gigli, giornalista, critico letterario e traduttore italiano († 1971)
- 23 ottobre - Theodor Malm, calciatore svedese († 1950)
- 23 ottobre - Gian Battista Mantegazzi, compositore e direttore di banda svizzero († 1958)
- 24 ottobre - Heino von Heimburg, ammiraglio e giudice tedesco († 1945)
- 24 ottobre - Clovis Trouille, pittore francese († 1975)
- 25 ottobre - Ezio Corlaita, ciclista su strada italiano († 1967)
- 25 ottobre - Abel Gance, regista, sceneggiatore e attore francese († 1981)
- 25 ottobre - Sven Markelius, architetto svedese († 1972)
- 25 ottobre - Aleksandr Orlov, attore sovietico († 1974)
- 26 ottobre - Nino Bertoletti, pittore, illustratore e decoratore italiano († 1971)
- 26 ottobre - Luigi Masini, militare, partigiano e politico italiano († 1959)
- 26 ottobre - Jorge Pacheco, calciatore e allenatore di calcio uruguaiano († 1957)
- 26 ottobre - Margaret Thompson, attrice statunitense († 1969)
- 26 ottobre - Giuseppe Villaroel, poeta, giornalista e scrittore italiano († 1965)
- 26 ottobre - Karel Širok, scrittore e poeta sloveno († 1942)
- 27 ottobre - Enid Bagnold, scrittrice e drammaturga britannica († 1981)
- 27 ottobre - Bruno Biagi, avvocato e politico italiano († 1947)
- 27 ottobre - Fanny Durack, nuotatrice australiana († 1956)
- 27 ottobre - Willy Eisenschitz, pittore francese († 1974)
- 27 ottobre - Rudolf Leonhard, scrittore e attivista tedesco († 1953)
- 29 ottobre - Cosmo D'Angeli, pittore e scultore italiano († 1968)
- 29 ottobre - Li Dazhao, politico, rivoluzionario e bibliotecario cinese († 1927)
- 29 ottobre - Edgar Puaud, ufficiale francese († 1945)
- 29 ottobre - Edward Wadsworth, pittore inglese († 1949)
- 30 ottobre - Gustav Bark, calciatore svizzero († 1970)
- 30 ottobre - Arthur Johns, ingegnere statunitense († 1947)
- 30 ottobre - Dorothy Phillips, attrice statunitense († 1980)
- 31 ottobre - Andrej Budal, scrittore, giornalista e traduttore sloveno († 1972)
- 31 ottobre - Francesco Luigi Ferrari, giornalista, politico e antifascista italiano († 1933)
- 31 ottobre - Charles King, attore e cantante statunitense († 1944)
- 31 ottobre - Giovanni Lomi, pittore e baritono italiano († 1969)
- 31 ottobre - Angelo Rizzoli, imprenditore, editore e produttore cinematografico italiano († 1970)
- 31 ottobre - Guilherme de Santa-Rita, pittore portoghese († 1918)

## Novembre(106)
- 1º novembre - Hannah Höch, artista tedesca († 1978)
- 1º novembre - Fritz Kaufmann, regista e sceneggiatore tedesco († 1957)
- 1º novembre - Philip Noel-Baker, mezzofondista, politico e diplomatico britannico († 1982)
- 1º novembre - Hans Wüthrich, calciatore e arbitro di calcio svizzero († 1982)
- 1º novembre - Kalman Zingman, editore e scrittore lituano († 1929)
- 2 novembre - Arnoldo Mondadori, editore italiano († 1971)
- 3 novembre - Giuseppe Botti, egittologo e papirologo italiano († 1968)
- 3 novembre - Heinrich Campendonk, pittore tedesco († 1957)
- 3 novembre - Leonard Dawe, calciatore inglese († 1963)
- 3 novembre - Pio Emanuelli, astronomo, storico e divulgatore scientifico italiano († 1946)
- 3 novembre - Łucja Frey, neurologa e medico polacca († 1942)
- 3 novembre - Rezső Seress, pianista e compositore ungherese († 1968)
- 4 novembre - Béla Macourek, aviatore austro-ungarico
- 4 novembre - Fritz Walther, imprenditore e inventore tedesco († 1966)
- 5 novembre - Horace Davey, regista e attore statunitense († 1970)
- 5 novembre - Willis Richardson, drammaturgo statunitense († 1977)
- 5 novembre - Feliks Steuer, linguista, insegnante e scrittore polacco († 1950)
- 6 novembre - Giovanni Battista Adonnino, avvocato e politico italiano († 1973)
- 6 novembre - Gabriel Hanot, calciatore e giornalista francese († 1968)
- 6 novembre - Louis Olagnier, calciatore francese († 1964)
- 7 novembre - George Davis, attore olandese († 1965)
- 7 novembre - Oscar Jacobsson, fumettista svedese († 1945)
- 7 novembre - Nestor Ivanovič Machno, anarchico e rivoluzionario ucraino († 1934)
- 8 novembre - Nina Agadžanova-Šutko, rivoluzionaria, sceneggiatrice e regista sovietica († 1974)
- 8 novembre - Aldo Cevenini, calciatore italiano († 1973)
- 8 novembre - Mihail Lascăr, generale e politico rumeno († 1959)
- 8 novembre - Giovanni Scheiwiller, editore e critico d'arte italiano († 1965)
- 9 novembre - Charles Crahay, schermidore belga
- 9 novembre - Axel Dyrberg, calciatore danese († 1971)
- 9 novembre - Umberto Malchiodi, arcivescovo cattolico italiano († 1974)
- 9 novembre - Frank McDonald, regista statunitense († 1980)
- 9 novembre - Snub Pollard, attore australiano († 1962)
- 10 novembre - Bernard Franklin, ginnasta britannico († 1937)
- 11 novembre - Marcel Buysse, ciclista su strada e pistard belga († 1939)
- 11 novembre - Tadeusz Synowiec, calciatore polacco († 1960)
- 11 novembre - Axel Thufason, calciatore danese († 1962)
- 11 novembre - Vilhelm Wolfhagen, calciatore danese († 1958)
- 13 novembre - Antonio Bassi, scultore italiano († 1965)
- 13 novembre - Béla Ludwig, allenatore di calcio e calciatore ungherese († 1966)
- 13 novembre - Vigo Meulengracht Madsen, ginnasta danese († 1979)
- 13 novembre - Nino Oxilia, giornalista, scrittore e poeta italiano († 1917)
- 13 novembre - Biagio Pace, archeologo e politico italiano († 1955)
- 13 novembre - Wenefryde Scott, X contessa di Dysart, nobildonna scozzese († 1975)
- 14 novembre - Hans Wilhelmsson Ahlmann, geografo svedese († 1974)
- 14 novembre - Taha Hussein, scrittore, docente e politico egiziano († 1973)
- 14 novembre - Kenwa Mabuni, karateka e maestro di karate giapponese († 1952)
- 14 novembre - Jawaharlal Nehru, politico indiano († 1964)
- 14 novembre - Corrado Racca, attore e doppiatore italiano († 1950)
- 14 novembre - William Rupertus, generale statunitense († 1945)
- 15 novembre - Manuele II del Portogallo, re portoghese († 1932)
- 15 novembre - Georg von Sodenstern, generale tedesco († 1955)
- 16 novembre - Aleksandr Grigor'evič Archangel'skij, poeta russo († 1938)
- 16 novembre - John Arnold, direttore della fotografia statunitense († 1964)
- 16 novembre - Antonio Ferretti, chimico e imprenditore italiano († 1955)
- 16 novembre - Sophus Hansen, calciatore e arbitro di calcio danese († 1962)
- 16 novembre - Josef Andreas Jungmann, gesuita e teologo austriaco († 1975)
- 16 novembre - George S. Kaufman, commediografo, regista teatrale e produttore teatrale statunitense († 1961)
- 16 novembre - Emil Oberle, calciatore tedesco († 1955)
- 16 novembre - Julius Ringel, generale austriaco († 1967)
- 16 novembre - Louis Scott, mezzofondista statunitense († 1954)
- 17 novembre - Park Frame, regista statunitense († 1943)
- 17 novembre - Nell Franzen, attrice statunitense († 1973)
- 18 novembre - Amelita Galli-Curci, soprano italiano († 1963)
- 18 novembre - Stanislav Kosior, politico sovietico († 1939)
- 18 novembre - Ernst von Leyser, generale tedesco († 1962)
- 18 novembre - Hannes Meyer, architetto svizzero († 1954)
- 18 novembre - Attilio Palatini, matematico e fisico italiano († 1949)
- 18 novembre - Ernesto Tagliaferri, musicista italiano († 1937)
- 18 novembre - Zoltán Tildy, politico ungherese († 1961)
- 19 novembre - Angelo Negri, vescovo cattolico e missionario italiano († 1949)
- 19 novembre - Clifton Webb, attore statunitense († 1966)
- 20 novembre - Mario Chiaudano, storico italiano († 1973)
- 20 novembre - Bruno Giacconi, militare, tiratore a volo e politico italiano († 1957)
- 20 novembre - Edwin Hubble, astronomo e astrofisico statunitense († 1953)
- 21 novembre - Étienne Drioton, egittologo e archeologo francese († 1961)
- 21 novembre - Isotta Gervasi, medico italiano († 1967)
- 21 novembre - Niels Larsen, tiratore a segno danese († 1969)
- 21 novembre - Ermelinda Rigon, insegnante italiana († 1973)
- 22 novembre - Henri Bléhaut, ammiraglio francese († 1962)
- 22 novembre - Arrigo Olivetti, dirigente d'azienda e politico italiano († 1977)
- 22 novembre - Erwin Stresemann, ornitologo e storico della scienza tedesco († 1972)
- 22 novembre - Gennaro Tedeschini Lalli, generale e aviatore italiano († 1948)
- 23 novembre - Salvador Díaz Iraola, allenatore di calcio spagnolo
- 23 novembre - Otto Korfes, generale tedesco († 1964)
- 23 novembre - Alexander Patch, generale statunitense († 1945)
- 24 novembre - Romolo Carpi, tiratore di fune e sollevatore italiano († 1938)
- 24 novembre - William Justin Kroll, ingegnere lussemburghese († 1973)
- 24 novembre - Nagamichi Kuroda, zoologo, ornitologo e biologo giapponese († 1978)
- 24 novembre - Hubert Lafortune, ginnasta belga
- 24 novembre - Zalman Shazar, politico, scrittore e poeta bielorusso († 1974)
- 25 novembre - Tahar Ben Ammar, politico tunisino († 1985)
- 25 novembre - Tom Dragna, mafioso italiano († 1977)
- 25 novembre - Reşat Nuri Güntekin, scrittore turco († 1956)
- 25 novembre - Theo-Helmut Lieb, generale tedesco († 1981)
- 26 novembre - Albert Dieudonné, attore, regista e scrittore francese († 1976)
- 26 novembre - Nikolaj Šubossinni, insegnante, scrittore e traduttore russo († 1942)
- 26 novembre - Henri Wijnoldy-Daniëls, schermidore olandese († 1932)
- 27 novembre - Edward Cook, astista e lunghista statunitense († 1972)
- 28 novembre - Thomas Rayner Dawson, compositore di scacchi britannico († 1951)
- 28 novembre - Umberto Dario Paulucci de Calboli, ufficiale e ingegnere italiano († 1974)
- 29 novembre - Virgilio Riento, attore italiano († 1959)
- 29 novembre - Edoardo Weber, progettista e imprenditore italiano
- 30 novembre - Edgar Douglas Adrian, medico e fisiologo britannico († 1977)
- 30 novembre - Ettore Berra, calciatore, arbitro di calcio e giornalista italiano († 1967)
- 30 novembre - Giovanni Marchese, ciclista su strada italiano († 1954)
- 30 novembre - Shōji Nishimura, ammiraglio giapponese († 1944)

## Dicembre(117)
- 1º dicembre - Vasilij Konstantinovič Bljucher, generale e politico sovietico († 1938)
- 1º dicembre - Vittorio Emanuele Bravetta, poeta, scrittore e giornalista italiano († 1965)
- 1º dicembre - Hjalmar Christoffersen, calciatore danese († 1966)
- 1º dicembre - Clarence Hadfield D'Arcy, canottiere neozelandese († 1964)
- 1º dicembre - Rolf Johnsson, ginnasta svedese († 1931)
- 1º dicembre - Ernst Schwarz, biologo e zoologo tedesco († 1962)
- 1º dicembre - Jon Iversen, attore e regista danese († 1964)
- 2 dicembre - Paul Althouse, tenore statunitense († 1954)
- 2 dicembre - Teresa Fumarola, supercentenaria italiana († 2003)
- 2 dicembre - Virgilio Luisetti, tipografo, giornalista e politico italiano († 1952)
- 2 dicembre - Anita Malfatti, pittrice brasiliana († 1964)
- 2 dicembre - Elody Oblath, scrittrice italiana († 1971)
- 2 dicembre - Enrico Pistolesi, matematico, ingegnere e politico italiano († 1968)
- 2 dicembre - Carleton Washburne, pedagogista statunitense († 1968)
- 3 dicembre - Paul Bern, regista, sceneggiatore e produttore cinematografico tedesco († 1932)
- 3 dicembre - Edvin Paulsen, ginnasta norvegese († 1963)
- 3 dicembre - Walton Walker, generale statunitense († 1950)
- 4 dicembre - Lloyd Bacon, regista, attore e sceneggiatore statunitense († 1955)
- 4 dicembre - Raffaele Conflenti, ingegnere aeronautico italiano († 1946)
- 4 dicembre - Cafiero Filippelli, pittore italiano († 1973)
- 4 dicembre - 'Abd al-Hamid Ibn Badis, filosofo algerino († 1940)
- 5 dicembre - Valentino Babini, generale italiano († 1952)
- 5 dicembre - Damia, cantante e attrice francese († 1978)
- 5 dicembre - Hermann Neisse, calciatore tedesco († 1932)
- 6 dicembre - Celia Adler, attrice statunitense († 1979)
- 6 dicembre - Ed Brady, attore statunitense († 1942)
- 6 dicembre - Stefano Bricarelli, fotografo, giornalista e editore italiano († 1989)
- 6 dicembre - Austin Lane Poole, storico britannico († 1963)
- 7 dicembre - Fred Antoine Angermayer, drammaturgo tedesco († 1951)
- 7 dicembre - Roberto Ferrari, ginnasta italiano († 1937)
- 7 dicembre - Gabriel Marcel, filosofo, scrittore e drammaturgo francese († 1973)
- 7 dicembre - Francesco Pinelli, latinista e grecista italiano († 1972)
- 8 dicembre - Hervey Allen, scrittore statunitense († 1949)
- 8 dicembre - Magnus Beck, calciatore danese († 1940)
- 8 dicembre - Garibaldo Fattori, fantino italiano († 1956)
- 8 dicembre - Nikolaj Aleksandrovič Miljutin, politico, architetto e urbanista sovietico († 1942)
- 9 dicembre - Alfred Berghausen, calciatore tedesco († 1954)
- 9 dicembre - Shigeyoshi Inoue, ammiraglio giapponese († 1975)
- 9 dicembre - Hannes Kolehmainen, maratoneta e mezzofondista finlandese († 1966)
- 10 dicembre - Azem Galica, militare albanese († 1924)
- 10 dicembre - Ray Collins, attore statunitense († 1965)
- 10 dicembre - Margherita Seglin, attrice italiana († 1975)
- 10 dicembre - Jan Vrba, scrittore ceco († 1961)
- 11 dicembre - Eddie Dowling, attore, produttore teatrale e scrittore statunitense († 1976)
- 11 dicembre - Walter Knott, imprenditore statunitense († 1981)
- 11 dicembre - Giuseppe Traina, politico italiano († 1958)
- 12 dicembre - Otto Scheff, nuotatore, pallanuotista e politico austriaco († 1956)
- 12 dicembre - Willy Tänzer, calciatore tedesco († 1949)
- 13 dicembre - Felice Corini, ingegnere e politico italiano († 1946)
- 13 dicembre - Arnaldo Fortini, storico, scrittore e avvocato italiano († 1970)
- 13 dicembre - Clarence Loomis, compositore, pianista e insegnante statunitense († 1965)
- 13 dicembre - Nicola Margiotta, arcivescovo cattolico italiano († 1976)
- 13 dicembre - Alberto Murer, generale e partigiano italiano († 1944)
- 13 dicembre - Zofia Zamenhof, esperantista e pediatra polacca († 1942)
- 14 dicembre - Marguerite Bertsch, sceneggiatrice e regista statunitense († 1967)
- 14 dicembre - Bernard Bijvoet, architetto olandese († 1979)
- 14 dicembre - Basilio Focaccia, ingegnere e politico italiano († 1968)
- 15 dicembre - Alberto Marenco di Moriondo, ammiraglio e partigiano italiano († 1958)
- 15 dicembre - Joan Riudavets Moll, supercentenario spagnolo († 2004)
- 15 dicembre - Étienne Romano, imprenditore francese († 1966)
- 16 dicembre - Bruno Piazza, scrittore e superstite dell'Olocausto italiano († 1946)
- 16 dicembre - Joseph Van Daele, ciclista su strada belga († 1948)
- 16 dicembre - Ted Wilde, regista statunitense († 1929)
- 17 dicembre - Jakov Georgievič Černichov, architetto, designer e insegnante sovietico († 1951)
- 17 dicembre - Filippo Cevasco, aviatore italiano († 1914)
- 17 dicembre - Giorgio Rimini, ingegnere, imprenditore e dirigente sportivo italiano († 1954)
- 18 dicembre - Juho Heiskanen, militare e politico finlandese († 1950)
- 18 dicembre - Giulio Monti, sollevatore italiano († 1960)
- 18 dicembre - Giuseppe Trossi, presbitero e militare italiano († 1960)
- 19 dicembre - Arthur Rosenberg, storico tedesco († 1943)
- 20 dicembre - Alice Halicka, pittrice polacca († 1974)
- 20 dicembre - Ludwig Philipp, calciatore tedesco († 1964)
- 20 dicembre - Elemér Pászti, ginnasta ungherese († 1965)
- 20 dicembre - Pietro Romanelli, archeologo italiano († 1981)
- 20 dicembre - Alessandro Scotti, politico italiano († 1974)
- 20 dicembre - Willy Völker, calciatore tedesco († 1945)
- 21 dicembre - Hermann Buchfelder, pallanuotista austriaco († 1969)
- 21 dicembre - Giovanni Marchi, politico, giornalista e diplomatico italiano († 1939)
- 22 dicembre - Natan Isaevič Al'tman, pittore e scultore russo († 1970)
- 22 dicembre - Emilio Battisti, generale italiano († 1971)
- 22 dicembre - Nichifor Crainic, filosofo, giornalista e politico rumeno († 1972)
- 22 dicembre - Ulderico De Cesaris, militare italiano († 1972)
- 22 dicembre - George Hutson, mezzofondista britannico († 1914)
- 22 dicembre - Jean-Baptiste Janssens, gesuita belga († 1964)
- 22 dicembre - B. Carroll Reece, politico statunitense († 1961)
- 22 dicembre - Minor Watson, attore statunitense († 1965)
- 23 dicembre - János Kmetty, pittore ungherese († 1975)
- 23 dicembre - Auguste Tousset, calciatore francese († 1937)
- 24 dicembre - Mario Bonnard, regista e attore italiano († 1965)
- 24 dicembre - Heinz Ludewig, calciatore tedesco († 1950)
- 24 dicembre - Patrick MacGill, scrittore, poeta e commediografo irlandese († 1963)
- 24 dicembre - Carl Sauer, geografo statunitense († 1975)
- 25 dicembre - Osmín Aguirre y Salinas, politico e militare salvadoregno († 1977)
- 25 dicembre - Ferruccio Galmozzi, medico e politico italiano († 1974)
- 25 dicembre - Chaudhry Khaliquzzaman, politico pakistano († 1973)
- 25 dicembre - Nathaniel Shilkret, clarinettista, compositore e direttore d'orchestra statunitense († 1982)
- 25 dicembre - Giggi Spaducci, commediografo e poeta italiano († 1976)
- 26 dicembre - Jan Dembowski, biologo e politico polacco († 1963)
- 26 dicembre - Edgar Erskine Hume, generale e medico statunitense († 1952)
- 26 dicembre - Johan Scheel, compositore di scacchi norvegese († 1958)
- 26 dicembre - Vladimir Sokoloff, attore russo († 1962)
- 27 dicembre - Ferdinando Martini, politico italiano († 1953)
- 27 dicembre - Attilio Ravaglia, pittore e illustratore italiano
- 27 dicembre - Volmar Wikström, lottatore finlandese († 1957)
- 27 dicembre - Enea Zuffi, calciatore italiano († 1968)
- 28 dicembre - Luigi Grazioli, calciatore italiano († 1917)
- 28 dicembre - Vaclav Fomič Nižinskij, ballerino e coreografo russo († 1950)
- 28 dicembre - Henrik Samuel Nyberg, iranista e arabista svedese († 1974)
- 29 dicembre - Josef Fanta, allenatore di calcio e arbitro di calcio cecoslovacco († 1960)
- 29 dicembre - Herman Myhrberg, calciatore svedese († 1919)
- 29 dicembre - Arrigo Tassinari, flautista italiano († 1988)
- 30 dicembre - Raoul Dutheil, calciatore francese († 1945)
- 30 dicembre - Peggy Hull, giornalista statunitense († 1967)
- 30 dicembre - Opika von Méray Horváth, pattinatrice artistica su ghiaccio ungherese († 1977)
- 31 dicembre - John H. Collins, regista e sceneggiatore statunitense († 1918)
- 31 dicembre - Marcel Pilet-Golaz, politico svizzero († 1958)
- 31 dicembre - José Miguel de Barandiarán Ayerbe, antropologo, etnologo e presbitero spagnolo († 1991)

## Senza giorno specificato(89)
- Pericle Ansaldo, scenografo italiano († 1969)
- Bruno Bandini, musicista e insegnante argentino († 1969)
- Subhi Bey Barakat al-Khalidi, politico siriano († 1939)
- Felice Barile, calciatore italiano
- Valentina Bartolomasi, soprano italiano († 1932)
- Oskar Becker, filosofo tedesco († 1964)
- Ibrahim Bek, guerrigliero uzbeko († 1931)
- Naaman Belkind, agente segreto ottomano († 1917)
- Miguel Benincasa, calciatore uruguaiano
- Ercole Boero, pallanuotista e allenatore di pallanuoto italiano († 1952)
- Charles Bowers, fumettista e attore statunitense († 1946)
- Marija Leont'evna Bočkarëva, militare russa († 1920)
- Ilario Ciaurro, pittore, scultore e incisore italiano († 1992)
- Aleksandar Cincar-Marković, politico jugoslavo († 1947)
- Giuseppe Collino, calciatore italiano († 1938)
- Cesare Colombo, tennista italiano († 1945)
- Alfonso Corradi, pittore italiano († 1972)
- Costantino Costa, ciclista su strada italiano
- John Cowell, militare e aviatore britannico († 1918)
- Giulio De Micheli, compositore, violinista e direttore d'orchestra italiano († 1940)
- Juan Delgado, calciatore uruguaiano († 1961)
- George Dewhurst, sceneggiatore, regista e attore inglese († 1968)
- Makram Ebeyd, politico egiziano († 1961)
- Georg Elfvengren, militare finlandese († 1927)
- Fred Evans, attore, regista e sceneggiatore inglese († 1951)
- Aldo Falchi, calciatore e militare italiano († 1942)
- Elinor Whitney Field, scrittrice statunitense († 1980)
- Sataro Fukiage, serial killer giapponese († 1926)
- Robert Gardner, archeologo e fotografo britannico († 1972)
- Michail Gerasimov, poeta russo († 1937)
- Ugo Porzio Giovanola, politico, antifascista e partigiano italiano († 1949)
- Ljubov' Golančikova, aviatrice russa († 1959)
- Nikolaj Vasil'evič Gorelkin, diplomatico sovietico
- Giovanni Governato, pittore, incisore e scultore italiano († 1951)
- Yvonne Gregory, fotografa britannica († 1970)
- Giannino Grossi, pittore italiano († 1969)
- Martha Gruening, giornalista e poetessa statunitense († 1937)
- Manning Haynes, regista e attore britannico († 1957)
- Anna Igumnova, chimica russa
- Yehezkel Kaufmann, filosofo e biblista israeliano († 1963)
- Khadija Afzal Vasari, giornalista e educatrice iraniana († 1980)
- Nuri Killigil, generale ottomano († 1949)
- Vladimir Timofeevič Kirillov, scrittore russo († 1943)
- Seitarō Kitayama, pittore e animatore giapponese († 1945)
- Helge Krog, drammaturgo norvegese († 1962)
- Muhamméd-Gabdulháj Kurbangalíev, insegnante, religioso e attivista russo († 1972)
- M'hamed Chenik, politico tunisino († 1976)
- Arthur MacManus, sindacalista e politico britannico († 1927)
- Alexander Macklin, medico e esploratore britannico († 1967)
- Arrigo Renato Marzola, pittore italiano († 1965)
- Manlio Mazza, musicista, compositore e direttore d'orchestra italiano († 1937)
- Nallo Mazzocchi Alemanni, economista, agronomo e urbanista italiano († 1967)
- Efisio Vincenzo Melis, drammaturgo italiano († 1921)
- Mo Qing, calciatore cinese († 1985)
- Giuseppe Montanari, pittore italiano († 1976)
- Antonello Moroni, pittore italiano († 1929)
- Giacomo Morra, imprenditore italiano († 1963)
- Hans Joachim Moser, musicologo tedesco († 1967)
- Muhammad Jamalul Alam II, sovrano bruneiano († 1924)
- Neri Nannetti, artista e scrittore italiano († 1962)
- Mario Nevi, calciatore italiano († 1925)
- Erika Nymgau-Odemar, attrice teatrale, attrice cinematografica e doppiatrice tedesca († 1981)
- Mario Pelosini, letterato e docente italiano († 1950)
- Rodolfo Petracco, architetto italiano († 1961)
- Pasqual Piñón, circense messicano († 1929)
- Francesco Positano, militare italiano († 1936)
- Mary Richardson, politica canadese († 1961)
- Georg Rotlewi, scacchista polacco († 1920)
- Alfred Rubli, calciatore svizzero
- Osip Runič, attore russo († 1947)
- Giovan Battista Santangelo, ingegnere italiano († 1966)
- Antonino Sartini, pittore italiano († 1954)
- Vera Schmidt, educatrice russa († 1937)
- Dino Secco Suardo, politico, diplomatico e antifascista italiano († 1978)
- Giovanni Selvaggi, giurista e politico italiano († 1954)
- Primo Sinopico, pittore e illustratore italiano († 1949)
- Leonid Smirnov, calciatore russo († 1980)
- Pëtr Sorokin, calciatore russo († 1942)
- Hikmet Suleyman, politico iracheno († 1964)
- Luigi Tornielli di Borgolavezzaro, bobbista, dirigente sportivo e politico italiano
- Ernest Tossier, calciatore francese († 1946)
- Ludovic Valborge, tiratore a segno haitiano († 1945)
- Mario Venditti, avvocato e politico italiano († 1964)
- Hermann Vermeil, matematico tedesco († 1959)
- Guido Volpi, tenore italiano († 1944)
- Jankiel Wiernik, scrittore e superstite dell'Olocausto polacco († 1972)
- Sewall Wright, genetista statunitense († 1988)
- Salah al-Din al-Sabbagh, militare iracheno († 1945)
- Antonio de Bolòs y Vaireda, botanico spagnolo († 1975)